# Гамильтон, Александр
Алекса́ндр Га́мильтон (англ. Alexander Hamilton; 11 января 1755/1757, Невис — 12 июля 1804, Нью-Йорк) — американский государственный и политический деятель, юрист, экономист, банкир и военный, один из отцов-основателей США. Гамильтон был офицером американской армии во время Войны за независимость, впоследствии стал первым государственным казначеем США и на этом посту создал американскую финансовую систему, основал партию федералистов и был одним из творцов экономической политики кабинета Джорджа Вашингтона. Он решил проблему государственного долга, создал Первый банк Соединённых Штатов и систему таможенных сборов, наладил торговые отношения с Великобританией. Гамильтон был сторонником сильного федерального правительства с широкими полномочиями исполнительной власти, сторонником развитой экономики, государственных банков, мануфактурного производства и сильной армии.
Гамильтон родился на Карибах на острове Невис, рано стал сиротой и воспитывался в семье коммерсанта. Он был отправлен учиться в Нью-Йорк, где оказался свидетелем конфликта с Великобританией и присоединился к американской армии, самостоятельно изучив артиллерийское дело. В 1777 году он стал адъютантом генерала Вашингтона, а после войны членом Конгресса Конфедерации от штата Нью-Йорк. Гамильтон, недовольный правительством в эпоху Конфедерации, боролся за созыв Конституционного конвента, а затем написал множество статей в поддержку новой Конституции, которые стали важнейшим источником для её толкования.
В 1-м кабинете Вашингтона Гамильтон получил место государственного казначея и начал экономические реформы, направленные на формирование сильной государственной экономики. Он выступал за хорошие отношения с Великобританией и был противником сближения с революционной Францией. Его взгляды на экономику стали базисом формирующейся партии федералистов. Политика Гамильтона вызвала беспокойство у Джефферсона и Мэдисона, которые создали оппозиционную ему партию демократо-республиканцев. В 1795 году Гамильтон покинул правительство и вернулся к юридической практике. Когда обострились отношения с Францией, президент Адамс назначил его главнокомандующим армией, и Гамильтон успел модернизировать и реформировать американскую армию. Однако ему не нравилась политика Адамса и он выступал против его переизбрания, что привело к поражению федералистов на выборах 1800 года.
В 1804 году Гамильтон выступал против избрания Аарона Бёрра на пост губернатора штата Нью-Йорк, что привело к конфликту. На дуэли 11 июля 1804 года Гамильтон получил смертельное ранение. Он вошёл в историю как блестящий политик и финансист, идеи которого легли в основу системы американского правительства и государственной экономики.

## Детство на Карибах

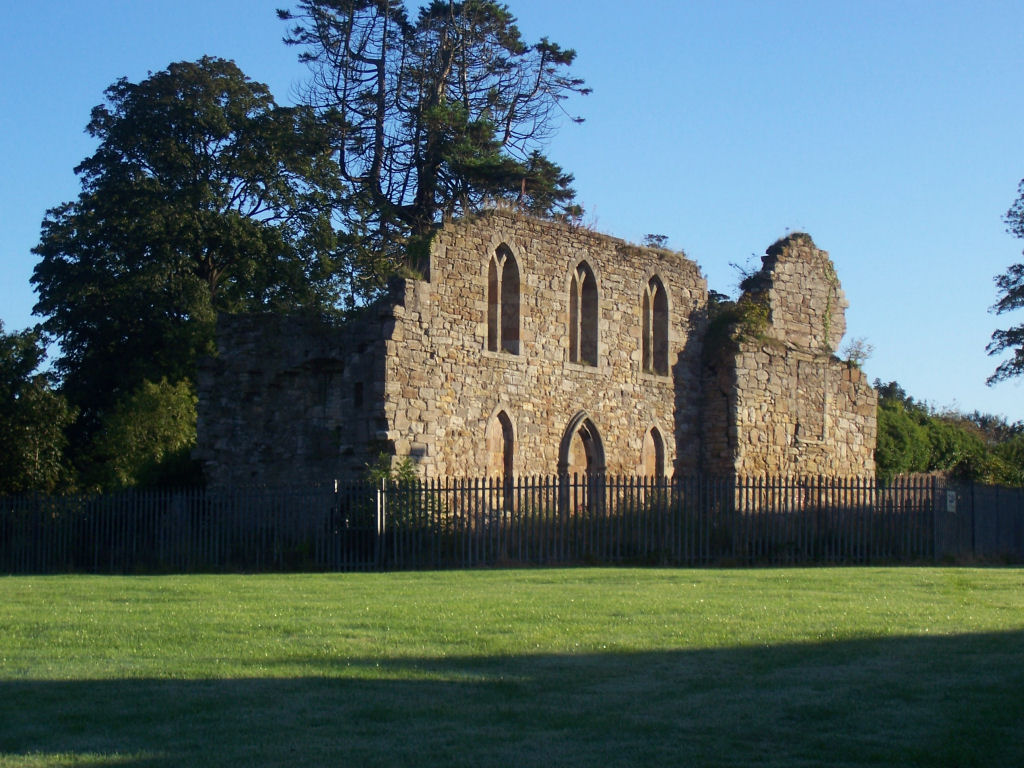
Замок Керело, он же Грэндж, собственность Александра Гамильтона-старшего, впоследствии и его старшего сына — Джона.

Александр Гамильтон родился и провёл часть своего детства в Чарлстауне, столице острова Невис в архипелаге Наветренных островов (тогда часть Британской Вест-Индии). Гамильтон и его старший брат Джеймс-младший (1753—1786) были внебрачными детьми Рэйчел Фосетт (1729—1768), женщины наполовину британского и наполовину французского гугенотского происхождения, и Джеймса А. Гамильтона (1718—1799), шотландца, который был сыном Александра Гамильтона (Старшего), лэрда Грэнджа в Айршире.
Гамильтон родился или в 1755 или в 1757 году. Большинство исторических свидетельств, включая собственные труды Гамильтона, указывают второй год. Когда Гамильтон прибыл с Карибов в Америку, он называл годом своего рождения 1757 и праздновал свой день рождения 11 января. Впоследствии он называл свой возраст только приблизительно. До 1930 года датировка его рождения 1757 годом историками не оспаривалась, но в 1930 году появились документы (на датском языке), освещающие его раннюю жизнь на Карибах. В завещании 1768 года, составленном после смерти матери Гамильтона, он назван 13-летним, что заставило некоторых историков после 1930-х годов отдать предпочтение 1755 году рождения.

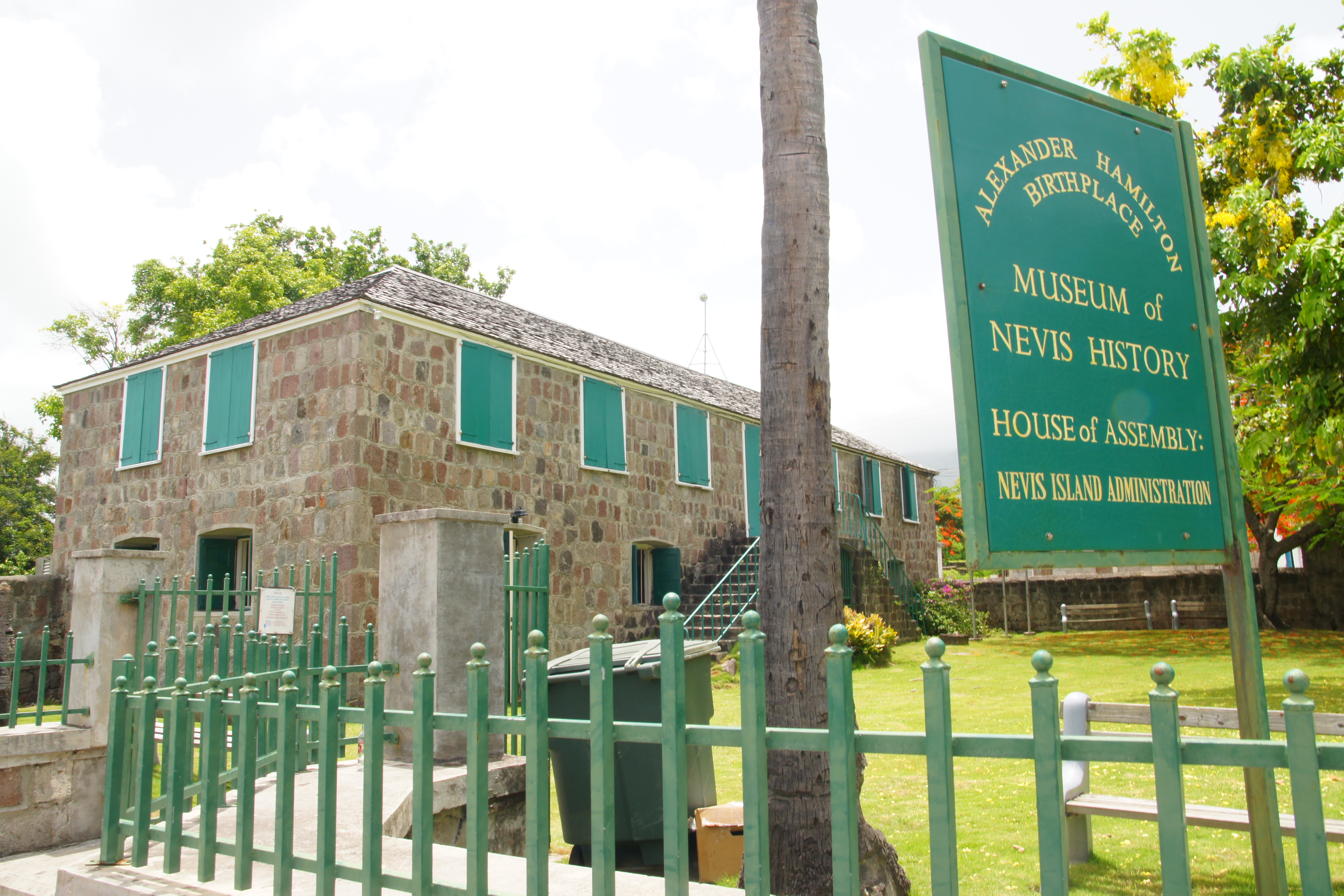
Реконструкция дома Гамильтона в Чарльзтауне.

Мать Гамильтона ранее была замужем за Иоганном Майклом Лавьеном, датским или немецким торговцем, на острове Санта-Крус, которым тогда управляла Дания. У них был один сын, Питер Лавьен. В 1750 году муж обвинил её в неверности и отправил в тюрьму, но потом снял обвинение, и Фосетт оставила его и первого сына и переехала на Сент-Китс, где она встретила Джеймса Гамильтона. Гамильтон и Фосетт вместе переехали на Невис, место её рождения, где ей по наследству достался дом в центре Чарлстауна. Считается, что именно в этом доме родился Александр Гамильтон.
26 февраля 1759 года Лавьен получил развод и право вторично жениться, но Рэйчел не получила права выйти замуж. Вскоре Лавьен покинул остров Санта-Крус, что позволило Рэйчел вернуться туда: В 1765 году они с Джеймсом переехали в Кристианстед, а на следующий год Джеймс по неизвестным причинам покинул Санта-Крус и бросил Рэйчел. Александр Гамильтон потом утверждал, что Джеймс не имел возможности содержать свою семью.
Вскоре Рэйчел заболела жёлтой лихорадкой и умерла 19 февраля 1768 года, оставив Гамильтона сиротой. По решению суда имущество Фосетт перешло её первому мужу. Многие вещи были проданы с аукциона, но друг выкупил книги семьи и вернул их Гамильтону.
Александр стал клерком в местной фирме Beekman and Cruger, которая торговала с Нью-Йорком и Новой Англией. Он и Джеймс-младший были приняты их двоюродным братом Питером Литтоном; однако Литтон покончил жизнь самоубийством в июле 1769 года, оставив свою собственность своей любовнице и их сыну, а братья Гамильтон были впоследствии разлучены. Джеймс учился у местного плотника, в то время как Александра приютил невисский торговец Томас Стивенс. Гамильтон подружился с его сыном Эдвардом Стивенсом. Впоследствии современники обращали внимание на поразительное сходство Эдварда и Гамильтона, они были так похожи, что пошёл слух о том, что Гамильтон — незаконнорождённый сын Томаса Стивенса.
Гамильтон оказался способным коммерсантом и даже пять месяцев в 1771 году руководил фирмой в отсутствие владельца. Вскоре произошло событие, изменившее его жизнь: 31 августа 1772 года на Невис обрушился так называемый Великий ураган 1772 года, и Гамильтон написал своему отцу письмо, в котором подробно описывался катаклизм. Журналист Хью Нокс опубликовал это письмо в «Королевской датско-американской газете». Биограф Рон Черноу писал, что «при всех его напыщенных излишествах кажется удивительным, что самоучка-клерк мог писать с таким воодушевлением и восторгом», а также, что подросток составил апокалиптическую проповедь, описав ураган как «божественный упрёк человеческому тщеславию и самонадеянности». Письмо Гамильтона стало сенсацией, и даже губернатор заинтересовался личностью его автора. Группа коммерсантов основала фонд, на средства которого Гамильтон был отправлен в североамериканские колонии для получения образования.
Гамильтон покинул Карибы навсегда и впоследствии никогда не ностальгировал по ним. Джон Миллер писал, что Невис был для него тюрьмой, и расставание с ним могло быть счастливейшим моментом его жизни. Историк Генри Форд предположил, что политические взгляды Гамильтона могли сформироваться ещё на Санта-Крусе, поскольку на Карибах были ещё живы традиции парламентаризма образца XVII века, исчезнувшие к тому времени в самой Англии.

## Образование

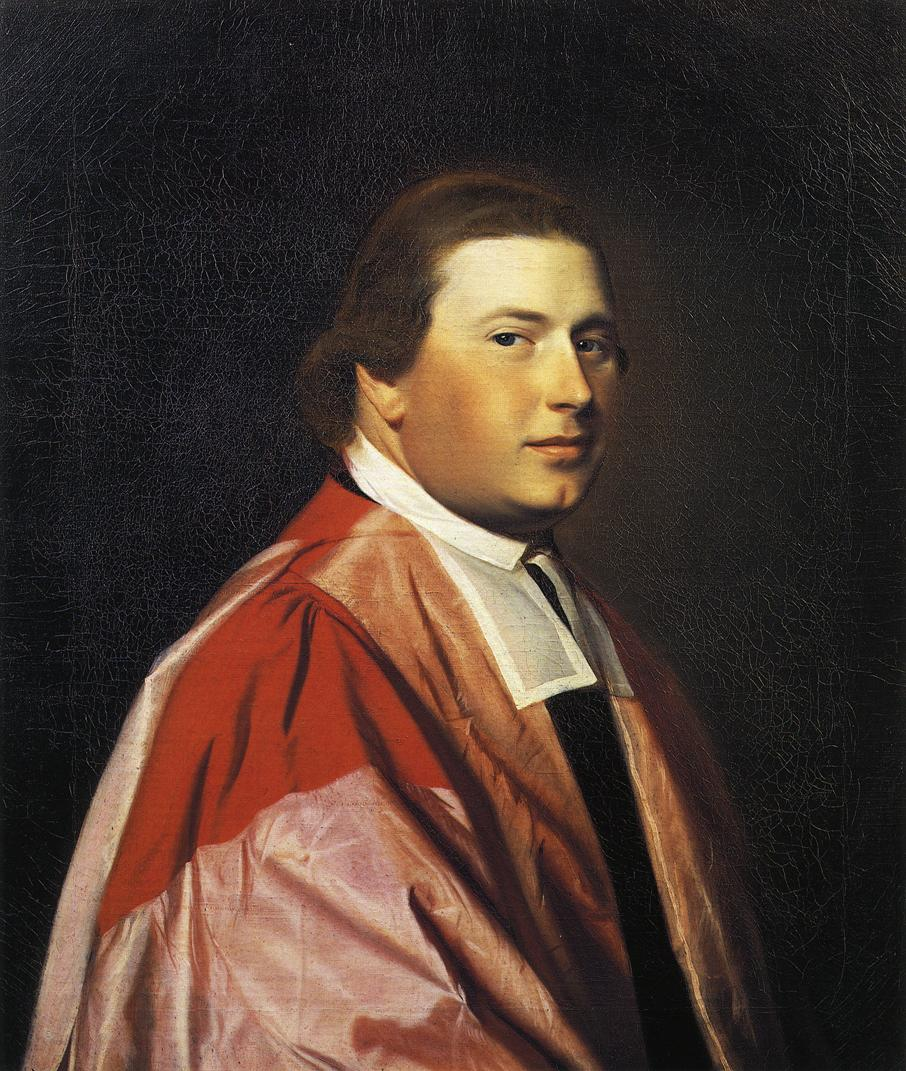
Майлз Купер, ректор Королевского колледжа. (Джон Копли, 1768 год.)

Согласно каноническим биографиям, Гамильтон покинул Санта-Крус в октябре 1772 года, хотя Рон Черноу предположил, что он сделал это позже, весной 1773 года. Он прибыл в Бостон, откуда отправился в Нью-Йорк. Перед поступлением в колледж ему требовалась подготовка, поэтому он поступил в Элизабеттаунскую академию, где изучал латынь, греческий язык и математику. В Элизабеттауне он познакомился с Уильямом Ливингстоном и Элиасом Бодино. Вероятно, он ухаживал за Катериной, дочерью Ливингстона (за второй дочерью, Сарой, ухаживал Джон Джей). Через Ливингстона он познакомился с Уильямом Александером, известным также как Лорд Стирлинг. Гамильтон проучился в академии шесть месяцев, а потом решил поступать в Принстонский колледж, так как Ливингстон и Бодино были попечителями этого учебного заведения. Он захотел пройти ускоренный курс обучения, но ему отказали, и тогда Гамильтон поступил в Кингс-Колледж (ныне Коламбия-Колледж), в то время форпост торизма и лоялизма в Америке. Принстон был более либеральным учреждением с сильным влиянием вигов, но он находился в провинции, а в Кингс-Колледже Гамильтон оказался в городе Нью-Йорке, в самой гуще политических событий.
Гамильтон поступил в Кингс-Колледж в конце 1773 или в самом начале 1774 года. Ректор разрешил ему посещать лекции, не принадлежа к какому-либо классу. Поступление Гамильтона в колледж совпало с новой волной протестов против налоговой политики Великобритании: 15 декабря 1773 года в Массачусетсе произошло Бостонское чаепитие, а в Нью-Йорке аналогичная протестная акция прошла в апреле 1774 года. Возможно, именно Гамильтон был автором статьи Defence and Destruction of the tea, которая появилась тогда в газетах Нью-Йорка. По свидетельству его однокурсника и друга Роберта Траупа, первым публичным выступлением Гамильтона стала его речь против британской политики, с которой он выступил 6 июля 1774 года у Шеста свободы возле Колледжа.
В 1774 году священник англиканской церкви Вестчестера Сэмюэл Сибери, яркий интеллектуал, выпускник Йеля и Оксфорда, опубликовал серию эссе, осуждающих Континентальный конгресс. Публикации Сибери произвели сильное впечатление на нью-йоркцев и требовали от «патриотов» немедленного ответа на соответствующем интеллектуальном уровне. Гамильтон, который всегда любил диспуты, решил взяться за это дело и 15 декабря 1774 года анонимно опубликовал политический памфлет «A Full Vindication of the Measures of Congress» объёмом в 35 страниц. Гамильтон проявил в нём литературный талант, знание истории, философии, экономики и права. 23 февраля 1775 года он издал второй памфлет: The Farmer Refuted, объёмом 80 страниц. В этом произведении он резко и прямолинейно отзывался о своём оппоненте. Впоследствии Гамильтон стал одним из самых опасных полемистов Америки, но при этом нажил себе много врагов. В отличие от Франклина и Джефферсона, он никогда не облекал свою критику в тактичные формы.
Когда Гамильтон писал свои памфлеты, Британия уже объявила Массачусетс мятежной провинцией и ввела в Бостон армию. 18 апреля 1775 года британский отряд совершил вылазку в городок Конкорд, что привело к вооружённому столкновению с колонистами, известному как Сражения при Лексингтоне и Конкорде. Когда известия об этом достигли Нью-Йорка, горожане начали вооружаться и формировать боевые подразделения. Гамильтон сразу же присоединился к роте ополченцев под командованием капитана Флеминга, которая в документах носила название «Корсиканцы». Он и некоторые другие ученики колледжа тренировались по утрам до занятий в колледже, выбрав для этого кладбище у церкви Святого Павла. Гамильтон самостоятельно изучил артиллерийское дело и пехотную тактику, перечитав множество книг по этой теме.
В те дни лоялисты начали покидать Нью-Йорк. 10 мая вооружённая толпа пришла к Кингс-Колледжу с угрозами в адрес ректора, известного лоялиста Майлза Купера. Купер успел скрыться через чёрный ход. Гамильтон, чтобы выиграть время, встретил толпу перед входом в колледж и обратился к ним с речью, заявив что их поведение бесчестит славное дело освобождения. Защищая Купера, Гамильтон пошёл на большой риск: он мог быть серьёзно избит, а его репутация могла сильно пострадать. Но даже участвуя в протестах против британских властей, Гамильтон думал о сохранении правопорядка, боялся анархии. Как и многие отцы-основатели, он предпочитал организованную революцию под руководством грамотных политиков.

## Война за независимость

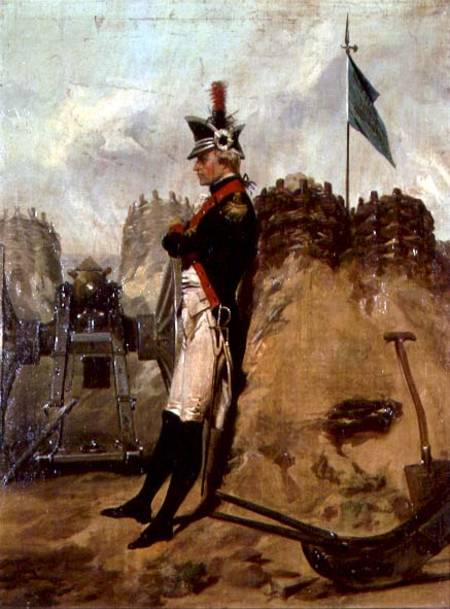
Гамильтон в форме артиллерийского офицера. Фрагмент картины Алонзо Чаппела

10 мая 1775 года в Филадельфии собрался Второй Континентальный конгресс, который объявил о формировании Континентальной армии и назначил Джорджа Вашингтона её главнокомандующим. 25 июня тот посетил Нью-Йорк по пути в Бостон: в этот день Гамильтон впервые увидел Вашингтона. 23 августа, когда около Нью-Йорка появился британский боевой корабль, Гамильтон с группой ополченцев вызвался вывезти орудия из укреплений Бэттери, чтобы они не достались англичанам. Это было его первое участие в настоящем бою. С ноября 1775 по февраль 1776 года он опубликовал несколько политических статей в газете «Нью-Йорк Джорнал», хотя потом называл их слишком необдуманными. 23 февраля 1776 года он был рекомендован к должности командира роты, сдал экзамен и 14 марта получил звание капитана, став офицером Континентальной армии.
В августе 1776 года, когда англичане готовились атаковать Нью-Йорк, Вашингтон разместил свою армию в городе и на Лонг-Айленде. Гамильтон сомневался, что американцы смогут удержать эту позицию. Он даже написал Вашингтону анонимное письмо с предложением, как лучше вывести армию из города, и это письмо Джон Маллиган переправил в штаб армии, но на него не обратили внимания. Опасения Гамильтона оправдались: 22 августа англичане высадились на Лонг-Айленде, а 27 августа американцы были атакованы и разбиты. Считается, что Гамильтон не участвовал в этом сражении. 15 сентября англичане высадились в Кип-Бей на Манхэттене и легко отбросили американскую армию, которая отступила на Гарлемские высоты. Рота Гамильтона сражалась в арьергарде армии. По его словам, он одним из последних покинул Нью-Йорк. Ему пришлось пробираться на Гарлемские высоты ночью, под проливным дождём, и он потерял весь свой багаж. Роте пришлось бросить тяжёлые орудия, и на её вооружении остались только две лёгкие полевые пушки.
Джон, сын Гамильтона, потом писал, что именно на Гарлемских высотах Вашингтон впервые встретился с Гамильтоном. Он заметил, как Гамильтон руководит постройкой полевых укреплений, оценил его способности и пригласил к себе в палатку на совещание. 28 октября орудия Гамильтона участвовали в Сражении при Уайт-Плейнсе, тоже неудачном для Континентальной армии. После последующих неудач в ноябре Вашингтон отступил с армией в Нью-Джерси. Орудия Гамильтона прикрывали отступление армии через реку Раритан и вели огонь так эффективно, что были упомянуты Вашингтоном в письме Конгрессу. Джордж Кастис впоследствии утверждал, что Вашингтон был впечатлён способностями Гамильтона. Континентальная армия отступила за Делавэр, откуда в декабре Вашингтон решил атаковать гессенский гарнизон в городе Трентон. Гамильтон в те дни был тяжело болен, но нашёл в себе силы возглавить роту (которая сократилась до 30 человек) и принять участие в операции в составе бригады Лорда Стирлинга. Армия атаковала Трентон и заставила гессенский гарнизон капитулировать. 3 января 1777 года Вашингтон снова перешёл Делавэр и атаковал Принстон. Британский гарнизон отступил в здание Принстонской академии, в которую Гамильтон не смог поступить несколько лет назад. Его орудия сделали несколько залпов по зданию, после чего англичане капитулировали.

### Штаб Джорджа Вашингтона

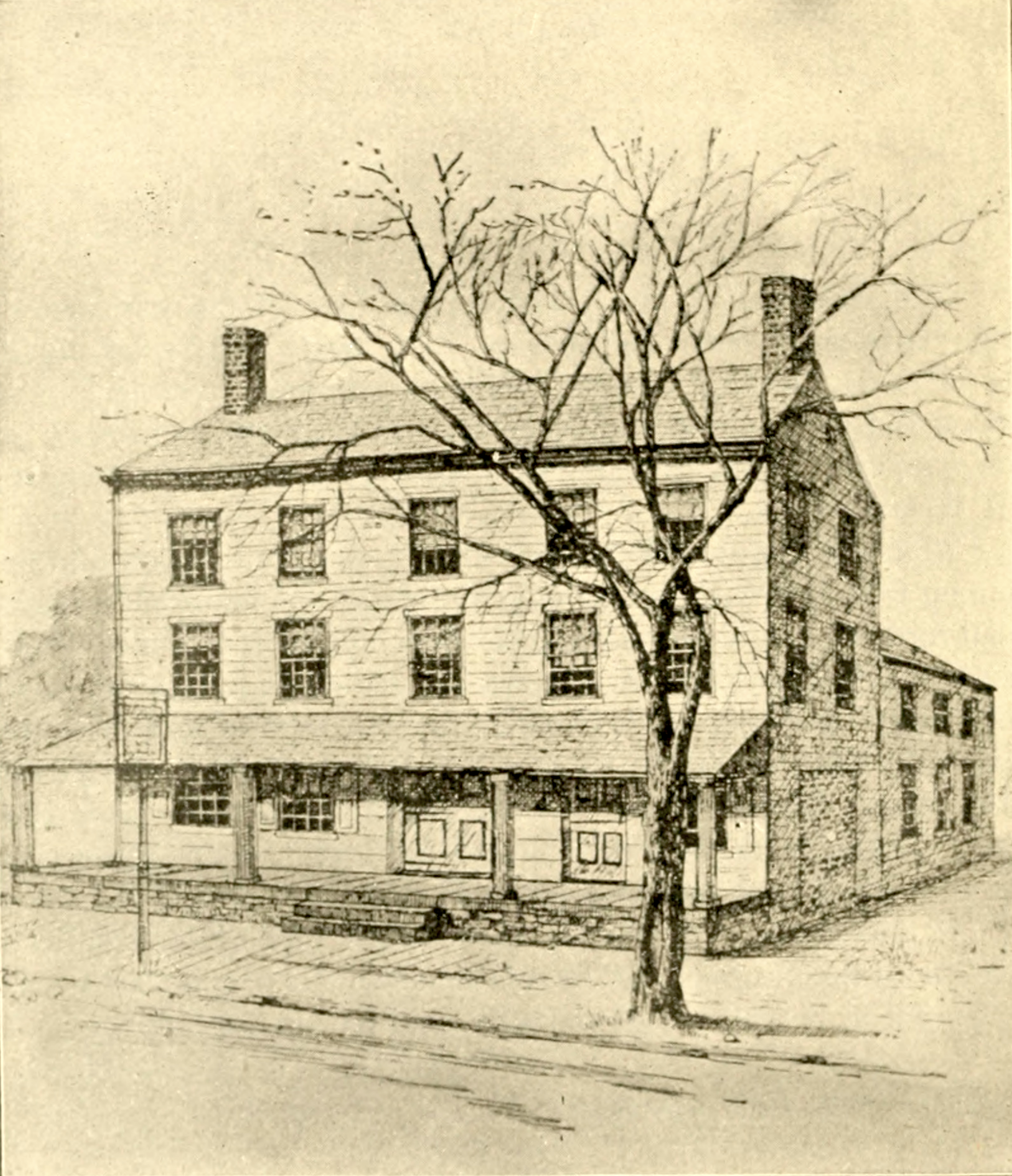
Таверна Арнольда, штаб Вашингтона в Морристауне в 1777 году

После сражения при Принстоне на Гамильтона обратили внимание сразу несколько генералов: лорд Стирлинг, Александр Макдугал, Натаниель Грин и сам Вашингтон. Вероятно, Гамильтона заметил Генри Нокс и рекомендовал его Вашингтону. 20 января 1777 года, всего через две недели после Принстона, Вашингтон отправил Гамильтону письмо с приглашением вступить в его штаб в качестве адъютанта. 1 мая он был официально зачислен в штаб в звании подполковника. Когда армия разместилась на зимовку в Морристауне, Гамильтон переселился в штаб-квартиру Вашингтона в таверне Джейкоба Арнольда. Всего за пять лет он проделал путь от неизвестного клерка на Карибах до адъютанта самого известного человека в Америке, хотя и не был доволен штабной работой и намеревался вернуться к полевой службе.
В штабе Гамильтон вёл всю переписку Вашингтона с губернаторами и генералами, а со временем и начал составлять приказы от имени Вашингтона, ставя под ними собственную подпись. Тимоти Пикеринг потом вспоминал, что Гамильтон не только писал, но и думал за Вашингтона. Большинство сохранившихся боевых приказов Вашингтона написаны рукой Гамильтона. Он стал чем-то вроде начальника штаба при Вашингтоне и на этом посту получил хорошее представление об экономике, политике и военных делах.
В конце весны 1777 года в штабе Вашингтона появился Джон Лоуренс, сын президента Конгресса Генри Лоуренса. У Гамильтона установились с ним такие близкие отношения, что его биограф Джеймс Флекснер предположил возможность гомосексуальной связи. Рон Черноу писал, что подобная связь возможна, поскольку Гамильтон знал о такого рода отношениях ещё на Карибах, но недоказуема, поскольку была уголовным преступлением и должна была тщательно скрываться. Вскоре к ним двоим присоединился юный маркиз Лафайет, и они образовали «трио», которое внук Гамильтона впоследствии сравнивал с тремя мушкетёрами Дюма. Элиза Гамильтон потом вспоминала, что Лафайет любил Гамильтона, как брата, и эта любовь была взаимной.
В июле 1777 года британская армия в ходе Саратогской кампании захватила форт Тикондерога. Многим это показалось тяжёлым поражением, и общественность осуждала генерала Скайлера, который отвечал за оборону форта, но Гамильтон писал (возможно, отражая мнение Вашингтона), что верит в генерала Скайлера и что поражение не так фатально, как многим кажется. Он был убеждён, что наступление из Тикондероги на город Олбани не даст англичанам никаких преимуществ. Гамильтон писал, что само наступление будет удачным, только если генерал Хау выступит навстречу из Нью-Йорка, но едва ли Хау окажется настолько умён, потому что англичане обычно действуют очень глупо (англ. generally acted like fools). Он был уверен, что Хау вместо этого атакует Филадельфию. Это предсказание сбылось в августе, когда британская армия высадилась в Чесапикском заливе и начала наступление на Филадельфию. Гамильтон был настроен агрессивно и считал нападение лучшим способом добиться победы, но 11 сентября американская армия была разбита в сражении при Брендивайне.
Континентальная армия отступила к Филадельфии, а Вашингтон отправил Гамильтона и Генри Ли к мельницам на реке Скулкилл, чтобы уничтожить их до прихода противника. Во время выполнения этой миссии на Гамильтона напал отряд британских драгун, и он едва спасся, вплавь перебравшись через реку Скулкилл. Многим показалось, что он утонул, а Генри Ли даже сообщил о его смерти в штаб. Однако Гамильтон выжил и успел отправить письмо в Конгресс, где предупредил, что англичане уже близко. Это сообщение заставило Конгресс 18 сентября покинуть Филадельфию. Англичане ещё несколько дней не входили в город, поэтому Вашингтон поручил Гамильтону провести реквизиции и вывезти из Филадельфии всё полезное. Тот был наделён чрезвычайными полномочиями, но действовал осторожно, и ему удалось выполнить задание, не вызвав раздражения местного населения.
13 октября 1777 года британская армия под командованием Джона Бергойна сдалась генералу Гейтсу около Саратоги. Это означало, что теперь часть армии Гейтса можно перебросить на усиление армии Вашингтона под Филадельфией. Вашингтон поручил Гамильтону ответственную миссию: добраться до лагеря Гейтса и передать ему распоряжение главнокомандующего. Было понятно, что Гейтс, который был на пике славы, будет крайне неохотно подчиняться приказу, переданному через адъютанта, и от Гамильтона требовались все его дипломатические навыки. Гамильтон прибыл в лагерь Гейтса в Олбани 5 ноября. Гейтс выполнил требование главнокомандующего, хотя и пожаловался на то, что крайне непрактично передавать устные приказы через адъютанта. Пока шли эти переговоры, Гамильтон посетил дом Филипа Скайлера, где впервые встретился с его дочерью Элизой, своей будущей женой. Эта поездка расшатала его здоровье, и весь ноябрь он едва держался на ногах. Только 20 января 1778 года он смог присоединиться к армии в лагере Велли-Фордж.
Победа Гейтса под Саратогой сделала его знаменитым, и среди офицеров возник замысел сместить Вашингтона и добиться назначения Гейтса на его место. Эти разговоры стали известны как Заговор Конвея. Письма с обсуждением этого вопроса попали в руки Вашингтона через адъютанта генерала Стирлинга, но Гейтс решил, что это Гамильтон тайно скопировал письма во время визита в Олбани. Гейтс начал мстить Гамильтону: 8 декабря он написал Вашингтону резкое письмо, в котором обвинял Гамильтона в воровстве. Гамильтон, в свою очередь, никогда не простил этого Гейтсу; два года спустя он писал, что Гейтс его личный враг, который обвинил его несправедливо и без всякого повода с его стороны.
В феврале в лагерь Велли-Фордж прибыл из Европы барон Фон Штойбен, и Вашингтон назначил его инспектором армии. Штойбен не знал английского, поэтому пользовался французским языком. Гамильтон, как билингва, стал его переводчиком, а впоследствии и другом, несмотря на разницу в возрасте. Штойбен начал тренировать армию, учить её построениям и перестроениям и использованию штыков. Свои принципы он изложил на бумаге и издал пособие по пехотной тактике, которое стало известно как «Голубая книга Штойбена». Гамильтон участвовал в работе как редактор и переводчик. Он уважал Штойбена и впоследствии утверждал, что только его усилиями в армии появилась дисциплина.

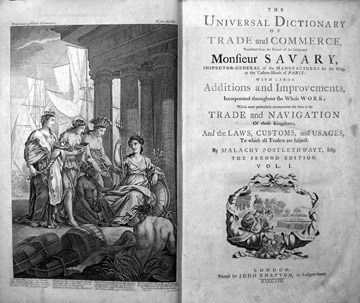
Universal Dictionary of Trade and Commerce

В лагере Гамильтон продолжал учиться. Он читал Бэкона, Гоббса, Монтеня и Цицерона, изучал историю Греции, Пруссии и Франции. Одной из его первых книг была Universal Dictionary of Trade and Commerce английского экономиста Малахии Постлтуэйта. Гамильтон делал из этой книге множество выписок: об обменном курсе валют, торговом балансе и уровне детской смертности. Пятую часть всех записей Гамильтона составляли выписки из «Жизнеописаний» Плутарха. Проявлял он внимание и к историям сексуального характера у Плутарха. По словам Рона Черноу, при чтении записок Гамильтона становится понятно, как он стал крупнейшим законоведом, крупнейшим экономистом и участником первого сексуального скандала в политической истории США.
В июне 1778 года британская армия покинула Филадельфию и начала отступать к Нью-Йорку. Вашингтон велел авангарду под командованием Чарльза Ли преследовать и атаковать противника. Гамильтон находился при авангарде, когда 28 июня тот встретился с британской армией у селения Монмут. В самом начале сражения Гамильтон покинул авангард и вернулся к основной армии, там встретил Вашингтона и вместе с ним вернулся на поле боя. В этот момент авангард уже отступал; Вашингтон приказал прекратить отступление и занять оборонительную позицию. Когда он уехал, Гамильтон вдруг повёл себя странно: он взмахнул саблей и воскликнул, обращаясь к Чарльзу Ли: «Правильно, мой дорогой генерал, и я тут останусь и мы все умрём на этой позиции!». Ли удивился такому поведению адъютанта и сказал, что им обоим неплохо бы заняться своим делом. «А я умру здесь с вами, если вам угодно», добавил он. Впоследствии под ним была убита лошадь, он получил тяжёлую травму и был вынужден покинуть поле боя. В тот же день потерял лошадь и Аарон Бёрр, которого тепловой удар сделал полностью непригодным к строевой службе.
Вскоре после сражения Вашингтон отдал Чарльза Ли под трибунал. 3 и 13 июля Гамильтон давал на суде показания против генерала. Суд признал генерала виновным и отстранил от командования на год. В декабре Ли оскорбительно высказался в печати против Вашингтона, за что Джон Лоуренс вызвал его на дуэль. 23 декабря 1778 году Гамильтон впервые в своей жизни присутствовал на дуэли в качестве секунданта Лоуренса.
1779 год прошёл в целом бессобытийно. Джон Лоуренс покинул армию Вашингтона и отбыл в Южную Каролину, оставив Гамильтона в одиночестве и депрессии. На зиму армия встала лагерем в Морристауне, куда из Олбани приехала Элизабет Скайлер, которой тогда было 22 года. Гамильтон общался с ней весь февраль 1780 года, и к началу марта они договорились пожениться. Этот брак делал Гамильтона частью большой и могущественной семьи Скайлеров; Элизабет отвечала всем его представлениям об идеальной жене, и у них различались только взгляды на религию (Элизабет была очень религиозна), но он не предавал этому большого значения. Гамильтон также проникся симпатией к Анжелике, старшей сестре Элизабет, и выражался о ней с такой теплотой, что многие считали их любовниками. Гамильтон писал ей письма таким фривольным тоном, какой не позволял себе в переписке с собственной женой.

### Отставка
Гамильтон давно стремился к полевой службе, но Вашингтон не отпускал его из штаба. Одновременно Гамильтон пропустил несколько шансов получить выгодную должность: Салливан предложил отправить его послом в Париж, но в итоге было решено послать туда Джона Лоуренса; через день после свадьбы его предложили отправить послом в Россию, но и этот шанс был упущен. В начале января 1781 года Гамильтон вернулся в армию после свадьбы уже с твёрдым намерением покинуть штаб при первой возможности. 16 февраля между Гамильтоном и Вашингтоном произошла размолвка: командующий вызвал Гамильтона к себе, но тот отвлёкся на разговор с Лафайетом и явился с опозданием. «Вы заставили меня ждать вас тут на лестнице десять минут, — сказал Вашингтон, — должен вам заметить, что это неуважительно». Гамильтон ответил, что если так, то им лучше расстаться. На следующий день Вашингтон предложил уладить недоразумение, но Гамильтон отказался.
Примерно месяц после этого они продолжали работать вместе. В марте Гамильтон сопровождал Вашингтона на встречу с Рошамбо в Ньюпорте в качестве переводчика. 8 марта он в последний раз написал для Вашингтона письмо. Через несколько дней Гамильтон уехал в Олбани, и там закончилось «одно из самых продуктивных партнёрств в истории американской революции». В апреле Гамильтон снял дом на берегу Гудзона рядом с лагерем армии в Нью-Уиндзоре. Он всё ещё надеялся получить должность полевого офицера и 27 апреля отправил прямой запрос Вашингтону, но получил отказ. Примерно в это время Салливан предложил поставить Гамильтона во главе комитета по финансам, но выбран был Роберт Моррис. 30 апреля Гамильтон отправил ему большое письмо со своими предложениями по восстановлению кредитной системы и по созданию национального банка. Он писал, что Британия успешно воюет в основном за счёт неограниченного кредита, и для победы американцам нужно подорвать веру в британскую экономику и создать собственную кредитную систему. Моррис ответил, что сам думает о том же самом, и с этого началась их дружба, которая продлилась много лет.
Примерно в то же время (27 февраля 1781 года) штаты ратифицировали Статьи Конфедерации и образовался хрупкий альянс тринадцати маленьких республик, несовершенства которого были Гамильтону очевидны с самого начала. В июле и августе он опубликовал несколько статей под заголовком «Континенталист», который стали предшественниками будущего «Федералиста». Он писал, что без сильного правительства Союз придёт к распаду или гражданской войне и только сильная власть сможет брать кредиты на продолжение войны. Он также снова заговорил о необходимости национального банка. Историк Вернон Паррингтон писал, что уже в 25 лет у Гамильтона сформировались все его политические и экономические принципы, от которых он не отступал впоследствии.

### Полевое командование

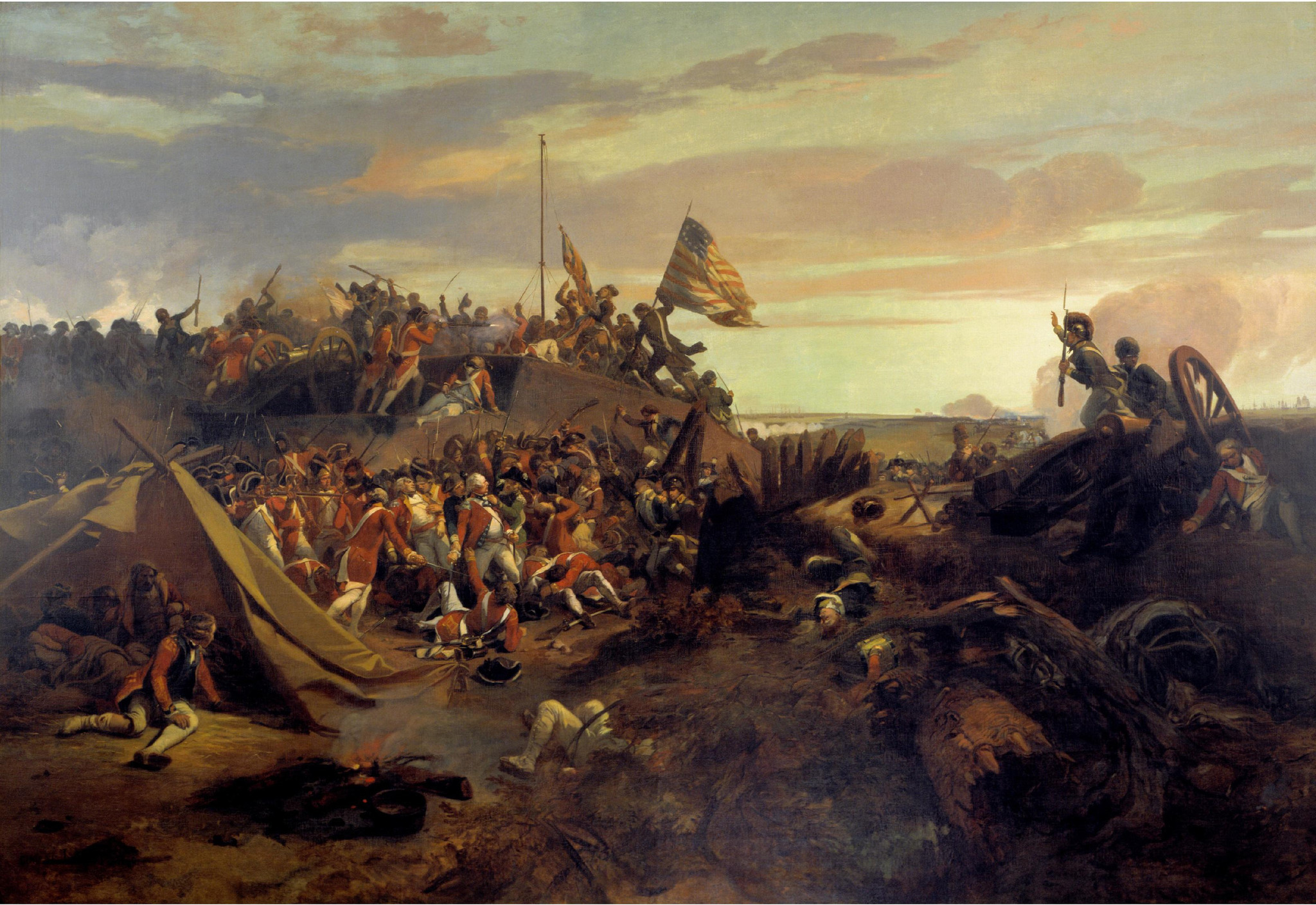
Штурм редута № 10, картина 1840 года

Весной и летом 1781 года Гамильтон продолжал добиваться полевого командования, и в итоге Вашингтон уступил: 31 июля Гамильтон стал командиром батальона лёгкой пехоты. Его жена в это время была беременна первым ребёнком, а окрестности Олбани были опасны: 7 августа отряд лоялистов при поддержке индейцев напал на дом Скайлеров, но не смог взять его штурмом и отступил, опасаясь, что Скайлер вызвал подмогу. Так как Вашингтон планировал осаду Нью-Йорка, то Гамильтон надеялся быть недалеко от жены, но в конце августа было принято решение перебросить армию в Вирджинию, и у него даже не нашлось времени навестить жену. Он писал ей, что каждый день думает покончить со службой и посвятить себя семье.

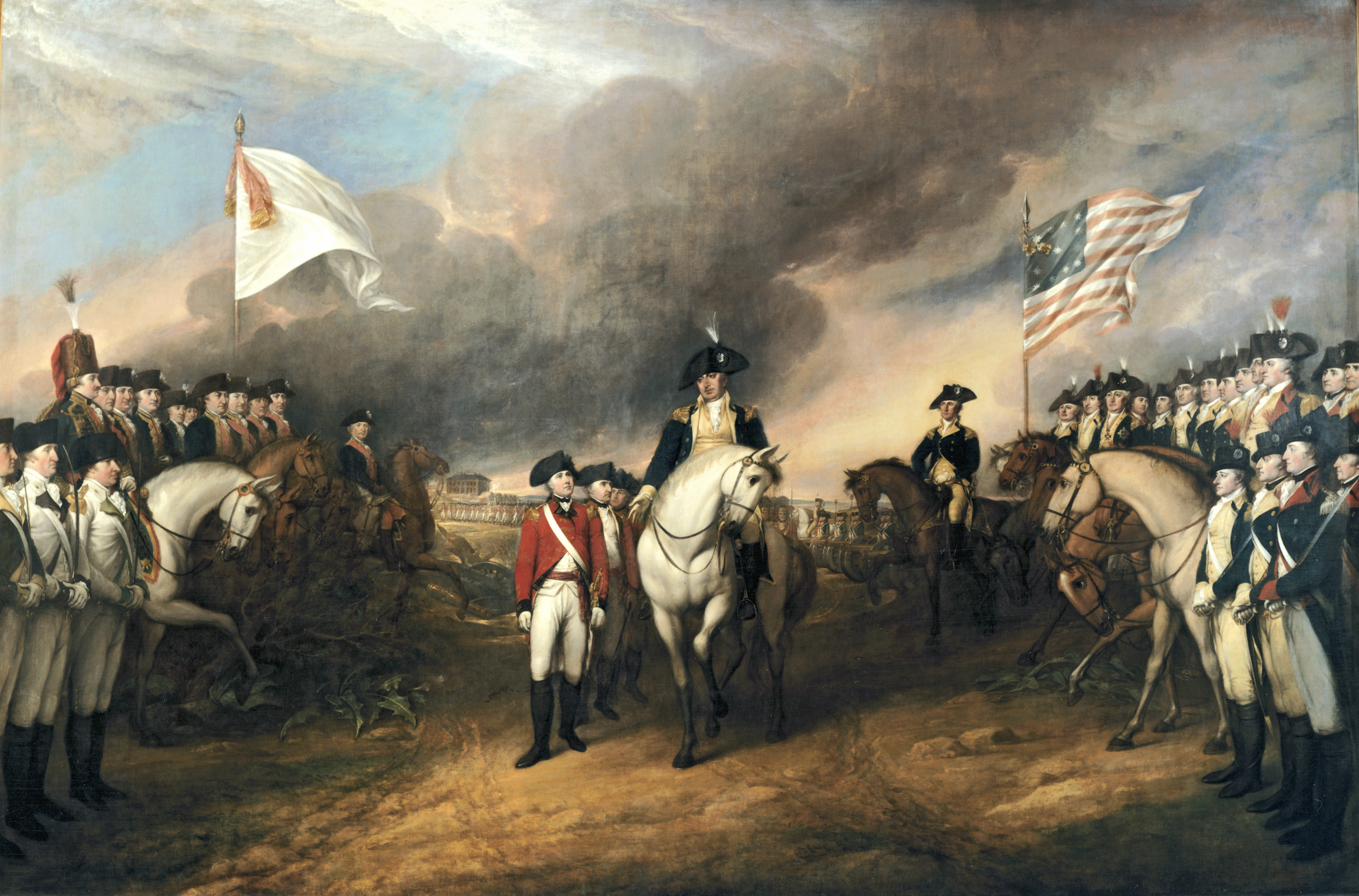
Капитуляция лорда Корнуоллиса. Гамильтон стоит третьим справа. Картина Джона Трамбулла 1820 года

В конце сентября 1781 года батальон Гамильтона прибыл в вирджинский Уильямсберг, где Гамильтон встретил своих прежних друзей: Лафайета, Лоуренса и своего бывшего учителя, полковника Френсиса Барбера. 28 сентября батальон выступил из города и 29 сентября прибыл к Йорктауну, где уже шла осада города. Англичане окружили город системой земляных бастионов и редутов, поэтому 6 августа американцы под руководством французских инженеров начали строить осадные параллели. К 14 октября вторая параллель была почти готова, но продолжению работ мешали два британских редута — № 9 и № 10. Вашингтон решил взять их силами двух бригад: французской и американской. Командование американской атакой было поручено Жану-Жозефу де Жимо, но Гамильтон настоял на том, чтобы командование поручили ему, и в итоге возглавил три батальона: под командованием Жана-Жозефа де Жимо, Николаса Фиша и Лоуренса. Много лет спустя Джон Адамс утверждал, что Гамильтон добился этого назначения, шантажируя Вашингтона, угрожая опубликовать компрометирующие его сведения.
Ночью 14 октября редут № 10 был взял стремительным штурмом всего за 10 минут с незначительными потерями. Потеря редутов сделала положение британской армии безнадёжным, и 17 октября генерал Корнуоллис сдался. 18 октября Гамильтон наблюдал, как британская армия выходит из города и складывает оружие. Уже через несколько дней он отправился к жене в Олбани и провёл там несколько дней, поправляя здоровье. 22 января 1782 года родился его первый ребёнок, получивший имя Филип в честь Филипа Скайлера. В марте Гамильтон посетил Вашингтона в Филадельфии, убедился, что активных боевых действий не ожидается, и подал в отставку из армии. Он отказался от ветеранской пенсии, хотя после его смерти жена опротестовала это решение. Участие в штурме Йорктауна дало Гамильтону статус героя войны, который помог его карьере и дал ему впоследствии возможность получить звание генерал-майора.

## В годы Конфедерации

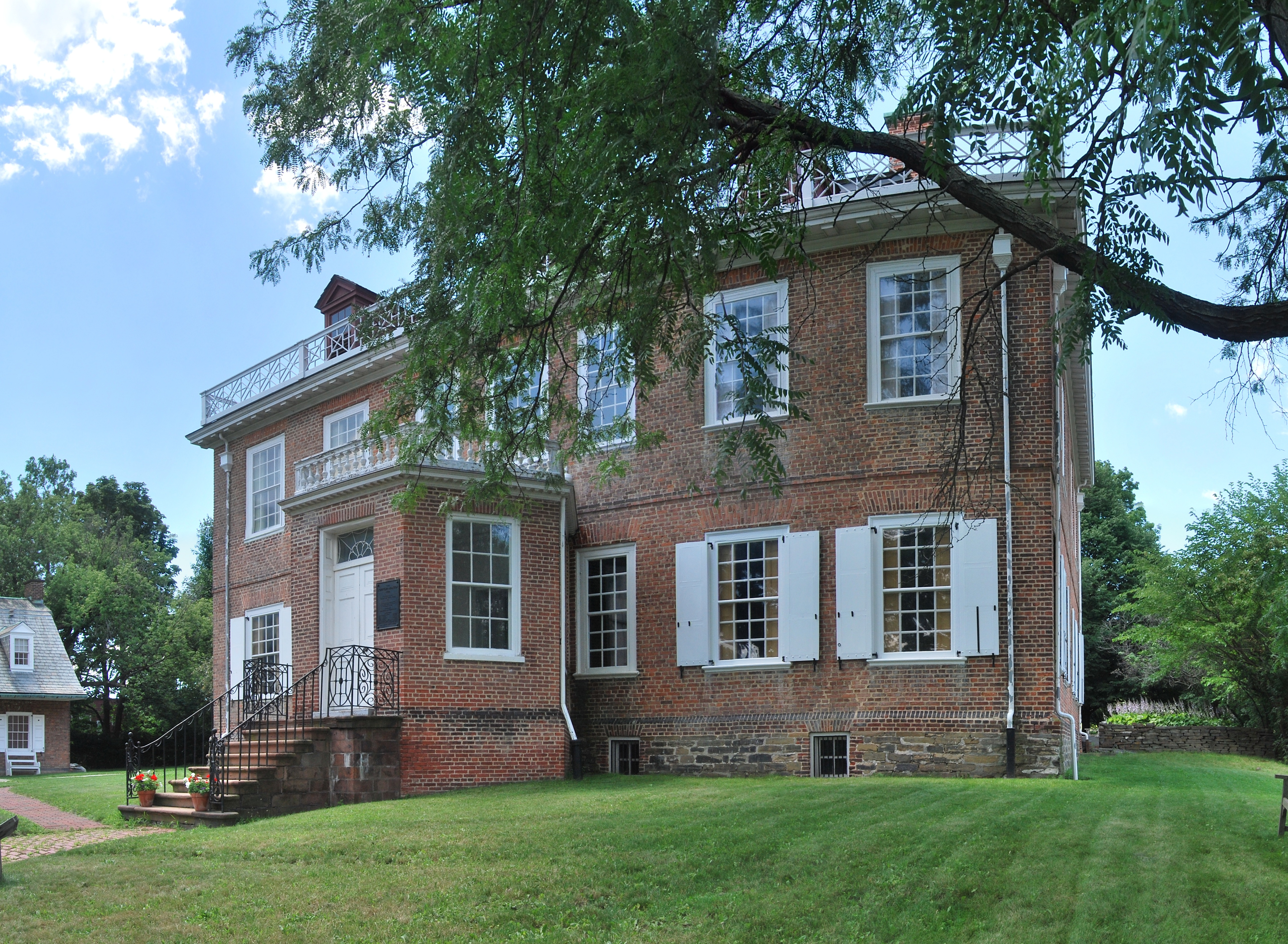
Дом Скайлера в Олбани, в котором Гамильтон жил в 1782 году.

### Конгресс Конфедерации
В 1782 году британская армия всё ещё стояла в городе Нью-Йорке, поэтому Гамильтон поселился в доме Скайлеров в Олбани. Ему было 27 лет, и он готовился к спокойной семейной жизни. Он решил закончить юридическое образование, прерванное войной, и стать юристом, поскольку новые законы дали привилегии ветеранам войны и запретили практиковать бывшим лоялистам. Гамильтон составил для себя подборку юридических документов, известную как «Practical proceedings», которую потом копировали многие юристы. В июле 1782 года, всего за шесть месяцев самообразования, он сдал экзамены и получил лицензию адвоката. В это время Роберт Моррис разработал экономическую программу, во многом напоминающую будущую программу Гамильтона, и решил назначить в каждый штат федерального сборщика налогов, независимого от властей штата. 2 мая 1782 года он попросил Гамильтона занять этот пост в штате Нью-Йорк. В июне тот принял это предложение.
В июле Гамильтон ездил в Покипси, где находилось правительство штата, и вместе с Филипом Скайлером предложил резолюцию, призывающую пересмотреть Статьи Конфедерации. Его выступление перед правительством произвело хорошее впечатление, и он был избран одним из пяти делегатов от штата на Конгресс Конфедерации. Примерно в эти дни, в августе, он узнал о гибели своего друга Джона Лоуренса около Чарлстона. Это было тяжёлым ударом для Гамильтона; Лоуренс был его единственным близким другом, и после его смерти Гамильтон никому не доверял в той же степени. В конце ноября он занял своё место в Конгрессе. Как раз 30 ноября 1782 года был подписан мир с Англией, потребность в союзе штатов стала слабее и участились призывы к независимости от власти Конгресса. Это беспокоило Гамильтона, который нашёл единомышленника в лице депутата от Вирджинии Джеймса Мэдисона. Оба полагали, что федеральное правительство должно иметь право сбора налогов, иначе невозможно будет выплатить внешний и внутренний долг. Они вместе предложили ввести 5-процентный налог на импорт, что вызвало сильное сопротивление со стороны властей штатов. Именно с этого момента началась долгая вражда между Гамильтоном и губернатором Нью-Йорка Джорджем Клинтоном.
Пока Гамильтон находился в Конгрессе, Континентальная армия стояла лагерем около Ньюберга. У военных возникли подозрения, что после заключения мира армия будет распущена, а жалованье за шесть лет службы так и не будет выплачено. 6 января 1783 года в Конгресс явилась делегация с требованием жалованья и пенсий. Гамильтон понимал, что многое теперь зависит от позиции Джорджа Вашингтона, поэтому 13 февраля написал ему письмо, в котором предположил, что под давлением армии Конгресс может начать действовать более эффективно. Того же мнения придерживался Роберт Моррис. 4 марта Вашингтон прислал свой ответ: он категорически отказался использовать армию в политических целях. Эта история сблизила Вашингтона и Гамильтона (они оба понимали, что полномочия Конгресса надо расширять), но и усложнила их отношения: Вашингтон увидел, что Гамильтон готов на рискованные политические игры и его надо строже контролировать.
В июне 1783 года группа недовольных солдат из Филадельфии направила в Конгресс петицию с требованием выдать им жалованье, а через два дня вооружённый отряд численностью 80 человек выступил на Филадельфию из Ланкастера. Гамильтон был включён в состав комитета по защите, он запросил отряд ополчения у Верховного исполнительного совета Пенсильвании, но те не захотели применять силу. Тогда Гамильтон отправил майора Уильяма Джексона на переговоры, но мятежники не стали его слушать и 20 июня вошли в Филадельфию, присоединившись к недовольным в городских казармах. Конгресс потребовал содействия у Джона Дикинсона, президента исполнительного совета Пенсильвании, но тот бездействовал, поэтому по предложению Гамильтона Конгресс переехал в город Принстон в Нью-Джерси. Когда же власти Пенсильвании наконец собрали 500 ополченцев, восставшие сразу разошлись.
В июне, находясь с Конгрессом в Принстоне, Гамильтон набросал черновик резолюции, призывающей к пересмотру Статей Конфедерации и созданию новой формы правительства. Этот документ во многом напоминал будущую Конституцию 1787 года. Но Гамильтон понимал, что страна ещё не готова к реформам из-за сопротивления властей штатов и ей требуется время, чтобы осознать неизбежность пересмотра.
В июле 1783 года Гамильтон покинул Конгресс и воссоединился со своей семьёй в Олбани. Пребывание в Конгрессе стало важной вехой в его политической карьере: он стал публичной фигурой, сблизился с элитой общества, которая оценила его способности и охотно поддержала «бедного иммигранта с тёмным прошлым». Этим объясняется то, что Гамильтон оценил и даже переоценил бескорыстность и патриотизм этих людей.

### Возвращение в Нью-Йорк
В ноябре 1783 года англичане покинули Нью-Йорк, а в начале декабря 1783 года Гамильтоны приехали в город из Олбани и сняли дом № 57 по Уолл-Стрит около трактира «Фрэнсис-Таверн», в котором через несколько дней Вашингтон собрал офицеров на прощальную встречу. Гамильтон стал одним из ведущих адвокатов города, хотя не проявлял большого интереса к деньгами, и его расценки были невысоки. Многие судьи потом вспоминали, что Гамильтон как юрист был на голову выше многих знаменитых законников того времени. На суде он мог говорить часами и, по свидетельству Траупа, не умел вовремя остановиться.
Гамильтон жил в эпоху, когда революционные эмоции требовалось ввести в рамки закона. Ветераны войны ненавидели лоялистов, и Гамильтон по какой-то причине встал на защиту законных интересов лоялистов. Впоследствии ходили слухи о том, что многие его богатые клиенты были лоялистами или же англичане платили ему за эти услуги. Возможно, Гамильтона поддерживали крупные собственники, которые не хотели разгула радикализма. Он всегда был противником мести, опасался неуправляемой толпы и считал, что крупные собственники необходимы экономике штата. Кроме того, Джон Джей предупреждал его, что насилие в отношении лоялистов может повредить международному престижу США. Когда весной 1784 года в Нью-Йорке начались призывы к изгнанию всех лоялистов, Гамильтон опубликовал в их защиту две статьи Letter from Phocion, из-за которых его обвинили в предательстве идеалов революции. Генри Форд писал, что многие политики страны мыслили тогда, как Гамильтон, но лишь Гамильтон осмелился открыто об этом говорить.
Одним из самых громких дел, которые Гамильтон вёл летом 1784 года, стало дело Рутгерс против Уоддингтона, которое он выиграл, несмотря на несколько хороших адвокатов на стороне обвинения. Он доказал, что изданный штатом Tresspass Act, на котором было построено обвинение, противоречит и международному праву, и Парижскому договору 1783 года. Он настаивал на том, что акты Конгресса имеют приоритет перед законами штатов. Впоследствии Гамильтон вёл ещё 65 дел такого рода.
В 1781 году в Филадельфии был основан Банк Северной Америки, крупнейшим акционером которого был Джон Чёрч (они с Гамильтоном были женаты на сёстрах). Чёрч уехал в Англию, оставив Гамильтона своим агентом в США, и по его инициативе Гамильтон предложил создать отдельный банк в Нью-Йорке, о чём было объявлено 23 февраля 1784 года. Гамильтон лично разработал устав банка, который потом стал образцом для многих последующих банков. Правительство штата отказалось выдать новой организации официальную лицензию, из-за чего Банк Нью-Йорка стал работать без лицензии. 25 сентября того же года в семье Гамильтонов родился второй ребёнок, которого назвали Анжеликой в честь сестры Элизы.

## Работа над Конституцией

### Конституционный конвент

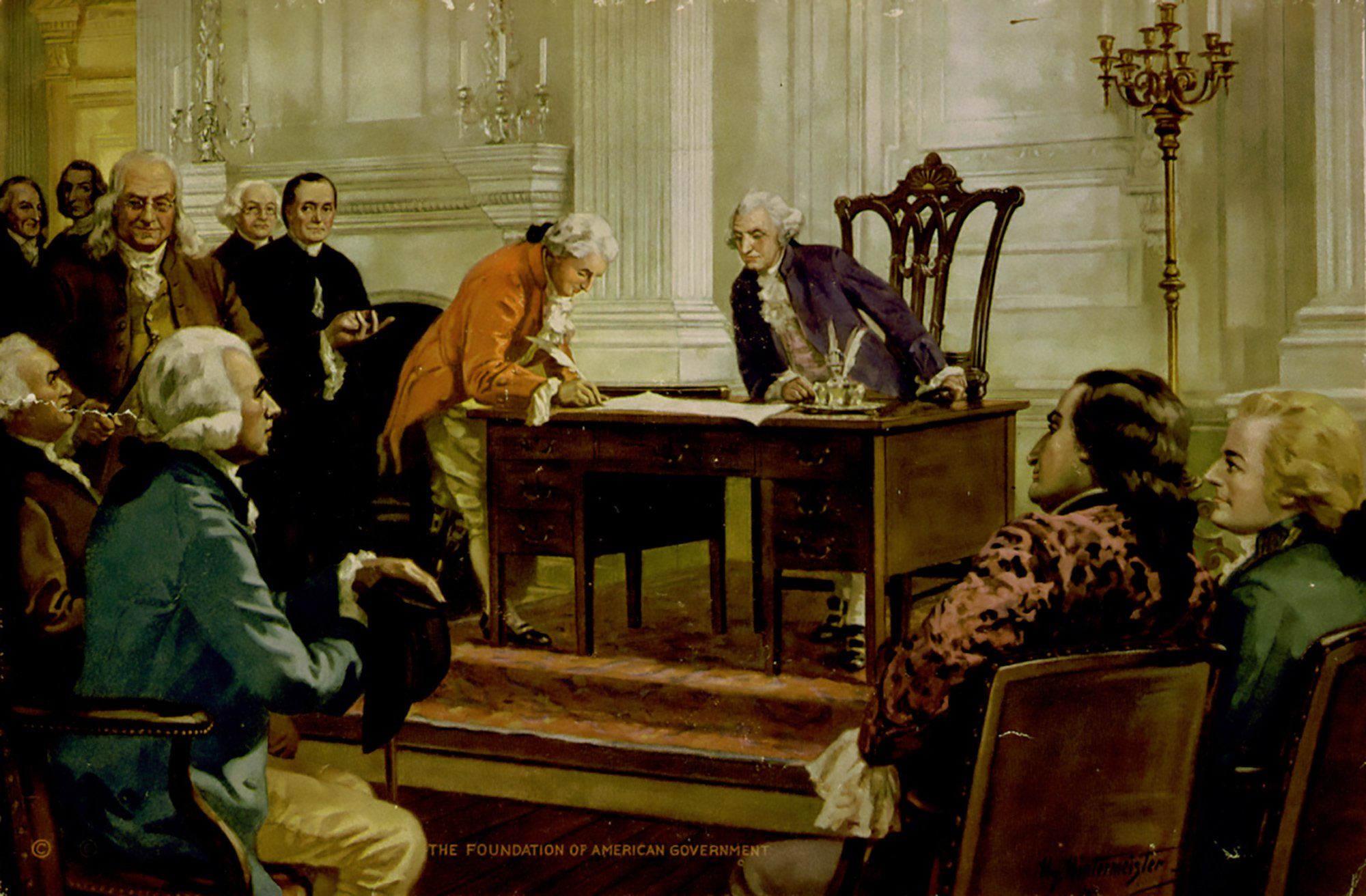
Гамильтон (крайний справа) наблюдает за подписанием Конституции. Картина Генри Хинтермайстера 1925 года.

После войны штат Нью-Йорк пережил краткий период расцвета, который в 1785 году сменился депрессией: цены на товары падали, фермеры разорялись, экономике не хватало денег, и отношения с соседними штатами стали усложняться. По всей стране начались конфликты между теми штатами, имевшими выход к морю, и теми, у которых его не было. Конфликты были так серьёзны, что угрожали единству Союза. Гамильтон был уверен, что спасти Союз может только введение монополии федерального центра на сбор пошлин. Сам он не участвовал в политике штата и в 1785 году отказался избираться в Ассамблею Нью-Йорка. Губернатором штата тогда был популист Джордж Клинтон, а Гамильтон особенно боялся популистов и демагогов, полагая, что они приведут страну к диктатуре. Клинтон, в свою очередь, всегда ставил интересы штата выше интересов Союза и не любил Гамильтона за его «разрушительные» идеи объединения штатов. Только в апреле 1786 года Гамильтон решился пойти в политику и был избран в Ассамблею штата сроком на один год.
В это время, в самом начале 1786 года, Вирджиния предложила созвать Конвент, чтобы решить торговые споры между штатами. В мае 1786 года Нью-Йорк выбрал делегатов на Конвент, из которых в его работе реально участвовали только Гамильтон и Эгберт Бенсон. В сентябре Гамильтон явился на Конвент в Аннаполисе, где почти сразу было решено созвать новый Конвент для полного пересмотра Статей Конфедерации. Это решение было зафиксировано в написанной Гамильтоном Аннаполисской резолюции. Вирджиния приветствовала резолюцию, а губернатор Клинтон сразу выступил против. В феврале 1787 года его сторонники отказались ввести 5-процентный федеральный налог, за который активно боролся Гамильтон. Немного позже Гамильтон предложил отправить пять делегатов на Конституционный конвент в Филадельфию, но клинтонианцы урезали количество до трёх человек. Они не могли исключить Гамильтона из состава делегации, но ввели в состав делегации двоих политиков из своего лагеря: Джона Лэнсинга Младшего и Роберта Йейтса. Гамильтон оказался в меньшинстве в собственной делегации.
Гамильтон прибыл в Филадельфию 18 мая 1787 года. Депутаты ждали кворума и пока выбрали Вашингтона президентом Конвента, а Вашингтон назначил Гамильтона в комиссию по составлению правил Конвента. Гамильтон хотел ввести правило «1 делегат — 1 голос», но Конвент предпочёл ему принцип «1 штат — 1 голос», что фактически лишало Гамильтона голоса. 30 мая Эдмунд Рэндольф предложил «Вирджинский план» объединения, в противовес которому мелкие штаты предложили «План Нью-Джерси». Гамильтон не встал ни на чью сторону, а затем решился предложить свой собственный, более радикальный план. 18 июня он выступил с речью, которая длилась 6 часов. Впоследствии эта речь породила множество слухов о Гамильтоне среди его врагов.
В своей программе Гамильтон предложил ввести пост президента и сенаторов, которые служили бы пожизненно, но были бы выборными и их можно было бы смещать. В частной переписке он признавался, что предпочитает наследственную монархию, но не мог заявить об этом открыто. Сенат должен был бы представлять интересы аристократии, а палата представителей — интересы народа. Монарх в этой структуре был нужен как арбитр для разрешения конфликтов. Когда Гамильтон закончил свою речь, ей аплодировали, но, по словам современника, речь хвалили все, но не поддержал никто. Никто не стал на неё даже отвечать, и от выступления Гамильтона выиграли только сторонники Вирджинского плана, который показался более адекватным в сравнении с тем, который предложил он. Некоторые историки полагают, что в этом и состояла истинная цель Гамильтона.
29 июня Гамильтон выступил с речью о международных отношениях, а потом покинул Филадельфию, разочарованный Конвентом. 6 июля Конвент покинули остальные члены нью-йоркской делегации. 16 июля споры в Конвенте разрешились Коннектикутским компромиссом, а вскоре Гамильтон вернулся, но при этом остался без права голоса, поскольку таковое имели только делегации размером от двух человек. В Нью-Йорке в это время ходили различные слухи о происходящем на Конвенте, которые отчасти распускал сам губернатор. Это заставило Гамильтона опубликовать статью с осуждением Клинтона и его сторонников. Клинтон в ответ обрушился с критикой на Гамильтона. 13 августа Гамильтон снова выступал на Конвенте; обсуждался вопрос о том, давать ли приезжим право избираться в Конгресс и стоит ли требовать от кандидатов обязательного срока проживания в Америке. Гамильтон высказался против обеих мер, утверждая, что миграцию надо поощрять и что мигранты должны чувствовать себя полноправными гражданами страны. Конгресс, однако, установил 7-летний срок проживания в США для кандидатов в Палату представителей и 9-летний срок для кандидатов в сенаторы.
Гамильтон присутствовал в Филадельфии 6 сентября, когда дебаты вокруг Конституции были завершены. 8 сентября он присоединился к комитету, которому было поручено отредактировать стиль Конституции. Одним из членов комитета был Говернор Моррис, который написал преамбулу Конституции. За четыре дня работа была окончена, а 17 сентября состоялась церемония подписания. Гамильтон был единственным подписантом от Нью-Йорка; Вашингтон записал в дневнике: «…Конституция единогласно одобрена 11 штатами и полковником Гамильтоном от Нью-Йорка». Гамильтон призвал делегатов единогласно подписать Конституцию, признав, что она далека от того, чего он желал, но в таком виде может предотвратить анархию. Он сам подписал Конституцию, поскольку это было «лучше, чем ничего», и такая позиция дала повод его противникам впоследствии сомневаться, что он будет уважать документ, против которого столько возражал.

### «Записки федералиста»

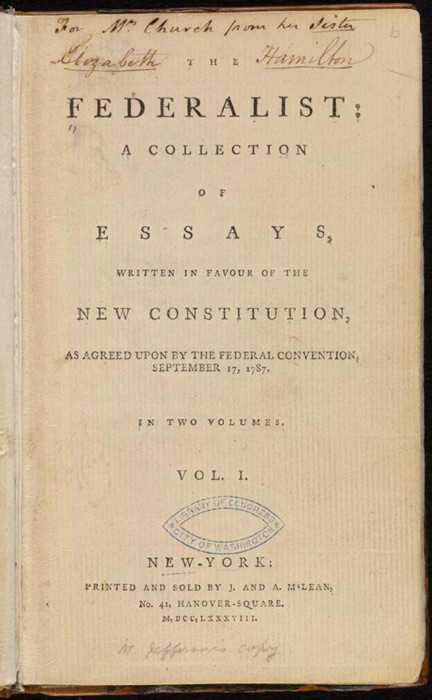
Титульный лист 1-го тома первого издания «Федералиста».

Текст Конституции был опубликован через несколько дней после подписания, и сразу расколол общество на сторонников новой формы правления (федералистов) и её противников (антифедералистов). Губернатор Клинтон назвал Конституцию «монстром с чудовищными зубами»; его сторонники припомнили Гамильтону его выпад против Клинтона и снова обрушились на него с критикой, называя его главой «фракции лордов», которые создали документ, привычный для их аристократических взглядов. Не имея возможности победить Гамильтона на интеллектуальном уровне, они перешли к нападкам на его личность, называя его иностранцем, незаконнорождённым, агентом Британии, и даже однажды предположили, что он незаконный сын Джорджа Вашингтона.
Между тем Гамильтон стал опасаться, что Конституция не пройдёт ратификацию, Союз штатов распадётся, и это приведёт к гражданской войне или возвращению британской власти. Он решил помочь федералистам и составить подробное описание Конституции с разбором всех её пунктов, известное потом как «Записки федералиста». В начале ноября 1787 года Гамильтон с женой посетил семью Скайлеров в Олбани. Считается, что он начал работу на корабле, идущем в Олбани или же на обратном пути. 27 октября 1787 года в газете The Independent journal было опубликовано первое эссе. В качестве первого соавтора Гамильтон привлёк Джона Джея, затем участвовать в написании текста были приглашены Говернер Моррис (который отказался), Джеймс Мэдисон и Уильям Дьюэр, работы которого не вошли в финальный вариант. В итоге Джей писал об иностранных отношениях, Мэдисон о истории республик, а сам Гамильтон об исполнительной и судебной власти и о военных вопросах. Он подписывался как Publius, в честь римлянина Публия Валерия. В итоге было написано 85 эссе, из которых 51 написал Гамильтон, 29 Мэдисон и 5 Джей. Рон Черноу писал, что благодаря усилиям Гамильтона и Мэдисона Нью-Йорк стал главной ареной борьбы за Конституцию.
«Записки» напечатал издатель Арчибальд Маклин, который полагал, что издаст один том в 200 страниц, а в реальности пришлось печатать два тома по 600 страниц. Часть тиража осталась нераспроданной, и проект издания обернулся для Маклина убытками. Имена авторов долгое время скрывались, а потом Гамильтон и Мэдисон договорились, что не расскажут, кто из них был автором конкретных статей. По этой причине авторство некоторых эссе до сих пор установлено только предположительно.
Работа была начата в первых числах октября, а Конституционные конвенты должны были начаться в конце ноября, поэтому у авторов было всего два месяца на весь проект. Они писали по два эссе в неделю каждый, что позволяло им полагаться только на собственную память или выписки из книг. У соавторов не было времени советоваться между собой или вычитывать тексты. Мэдисону при этом помогали его записки, сделанные во время Конституционного конвента. У Гамильтона была дополнительная нагрузка в виде его юридической практики. По свидетельству современников, он спал по 6—7 часов, потом просыпался, пил крепкий кофе и проводил за столом по 6—8 часов.

### Борьба за ратификацию
Его аргументы в пользу Конституции казались несокрушимыми, его ответы на нападки оппонентов были убийствены, его речь была сдержанной, а манеры необычно спокойны и благородны. Он смог удержаться от интеллектуальной дерзости, которую неосторожно позволил себе на Конституционном конвенте.
«Записки» писались в основном для федералистов Нью-Йорка, и за пределы штата попало лишь небольшое количество экземпляров. Нью-Йоркский ратификационный конвент собрался в июле 1788 года в Покипси. Для принятия Конституции её должны были признать минимум 9 штатов. Делавэр, Пенсильвания и Нью-Джерси ратифицировали её в декабре 1787 года, Джорджия и Коннектикут в январе 1788, Массачусетс в феврале, а Мэриленд и Южная Каролина в мае, поэтому Нью-Йорк мог стать девятым, решающим штатом. 1-й том «Записок федералиста» был издан 22 марта, а 2-й том 28 мая. На Нью-йоркском конвенте собрались 19 делегатов-федералистов и 46 сторонников Клинтона (который стал председателем конвента) из верхних округов штата. Гамильтон опасался, что позиция Нью-Йорка может привести к распаду Союза и гражданской войне.
С самого начала Гамильтон ввёл правило, которое очень помогло федералистам: он предложил обсуждать конституцию пункт за пунктом и только потом проводить общее голосование. Ему пришлось бороться за ратификацию почти в одиночку: он выступал 26 раз, провёл на конвенте 6 недель, и это с учётом того, что он должен был быть утомлён работой над «Федералистом». Пока шли эти дебаты, пришло известие, что Нью-Гэмпшир ратифицировал Конституцию и она вступила в силу, и теперь конвент штата решал только вопрос о присоединении или неприсоединении к Союзу. 2 июля, в разгар споров, пришло письмо от Мэдисона, который сообщал, что Вирджиния приняла Конституцию. Теперь у Нью-Йорка не осталось выбора, но споры только обострились и даже привели к небольшому бунту в Олбани 4 июля. Только 26 июля Меланхтон Смит с группой сторонников признали Конституцию и на финальном голосовании она была принята 30 голосами против 27.
Принятие Конституции было отмечено в городе Нью-Йорке (преимущественно федералистском) праздниками и застольями. Поступило даже предложение переименовать Нью-Йорк в «Гамильтониану». Это был редкий для Гамильтона случай всеобщего одобрения, и никогда впоследствии он не повторялся в таких масштабах.
Принятие Конституции привело к выборам губернатора штата и сенаторов от штата в Конгресс США. Гамильтон надеялся сместить Джорджа Клинтона и продвигал кандидатуру Роберта Йейтса (который всё же подписал Конституцию), но Клинтон смог победить. Выборы сенаторов прошли удачнее: первыми сенаторами от Нью-Йорка стали федералисты Филип Скайлер и Руфус Кинг. Продвижение Кинга было неосторожным шагом со стороны Гамильтона, поскольку испортило его отношения с кланом Ливингстонов.

## Министр финансов
В начале мая 1789 года Джордж Вашингтон занял пост президента, и первым делом ему было необходимо сформировать кабинет. Важнейшей фигурой кабинета должен был быть государственный казначей. По одной из версий, Вашингтон предложил этот пост Роберту Моррису, но тот отказался и предложил вместо себя Гамильтона. Вскоре президент сам сообщил Гамильтону, что намеревается назначить его на пост госказначея. Друзья предостерегали Гамильтона от этого, предупреждая, что на этом посту ему придётся принимать самые непопулярные меры. Один из них, Роберт Труп, полагал, что Гамильтон совершает ошибку, и ещё по одной причине: госказначей получал зарплату в 3500 долларов, гораздо меньше, чем Гамильтон зарабатывал юристом, а семья у него росла, и расходы росли вместе с ней. Но Гамильтон полагал, что поскольку он участвовал в создании Конституции, то обязан сам ввести на практике её нормы, поэтому на предложение Вашингтона согласился сразу же.
Биограф Форрест Макдональд утверждал, что Гамильтон видел в своей должности, эквивалент британского Первого лорда казначейства, который обычно возглавлял правительство. По оценке Рона Черноу, большинство историков придерживаются мнения, что Гамильтон действительно исполнял эту функцию. В кабинете было всего три департамента, границы их полномочий были ещё не определены, а Вашингтон часто спрашивал мнения глав департаментов по вопросам другого ведомства. В такой обстановке влияние Гамильтона на кабинет было исключительно велико.
Слухи о назначении Гамильтона ходили всё лето, но только 2 сентября Вашингтон подписал билль о создании Государственного казначейства, а 11 сентября официально объявил о назначении Гамильтона. Назначение было утверждено Сенатом в тот же день. Закон о казначействе гласил, что Конгресс будет давать казначейству задания, а глава казначейства будет присылать отчёты по этим заданиям и прилагать свои рекомендации. Соответственно, уже через 10 дней после назначения Гамильтон получил от Палаты представителей задание предоставить отчёт о состоянии государственного долга, на работу было отведено 110 дней.

### Отчёт о государственном долге

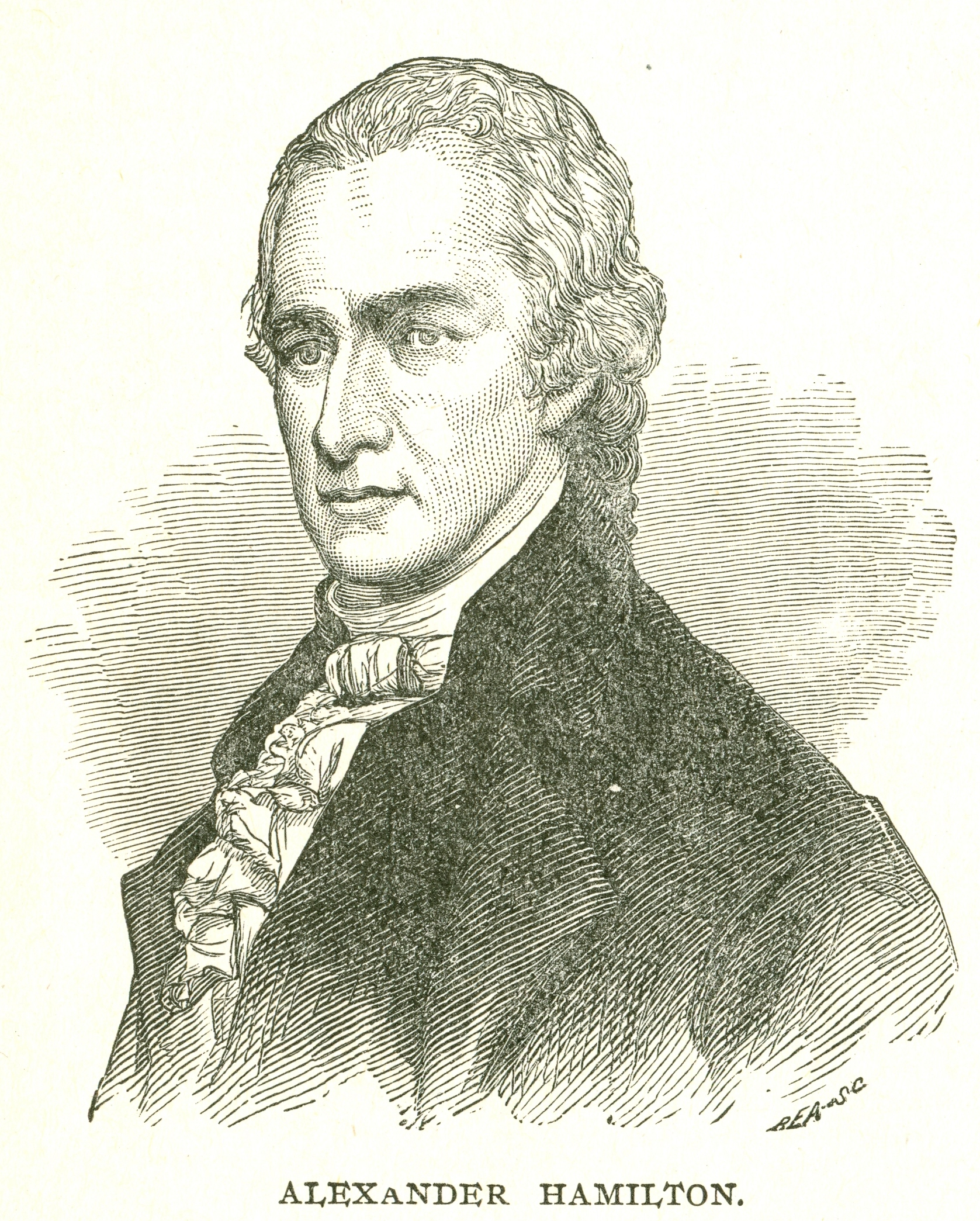
Гамильтон, гравюра 1893 года.

Хотя Гамильтон получил от Конгресса задание решить вопрос с государственным долгом, вместо этого в своём «Отчёте об общественном кредите» он коснулся сразу всех вопросов экономики и политики. Он начал с того, что стране надо восстановить кредит (возможность брать деньги в долг под разумный процент), а для этого надо правильно обслуживать государственный долг. К тому моменту государство накопило 79 миллионов долларов долгов. Гамильтон предложил выплачивать все долги и создать для этого амортизационный фонд, а также ввести особый налог на обслуживание долга. Главной целью он ставил возвращение веры в государство, утверждая, что мнения и ожидания так же влияют на экономику, как и реальные экономические механизмы.
Все были согласны с тем, что долги надо выплачивать, но были разногласия о том, как именно это делать. В годы войны государство часто расплачивалось с солдатами долговыми расписками, которые со временем перешли в руки спекулянтов. Гамильтон «после долгих размышлений» решил оплачивать эти расписки по полной стоимости. Он понимал, что это несправедливо по отношению к ветеранам войны, но все прочие способы на практике нереализуемы. Следующим спорным вопросом были долги, которые набрали отдельные штаты. В качестве решения Гамильтон предложил Assumption of state debts — принятие федеральным центром долгов штата. Он полагал, что это упростит выплату долгов и станет для страны объединяющим фактором. Если штаты избавятся от долгов, у них будет меньше желания оспаривать федеральную монополию на таможенные пошлины.
Отчёт длиной в 51 страницу был зачитан Конгрессу 14 января 1790 года. Он сразу вызвал много недовольства. Появились опасения, что предложение Гамильтона позволит конгрессменам заработать на торговле ценными бумагами и тем самым поставит их в зависимость от исполнительной власти. Подозревали, что северяне успеют скупить долговые расписки за бесценок у южан, которые ещё не слышали о программе Гамильтона. Многие заметили несправедливость предложенной системы, но мало кто оценил её долговременные преимущества. Гамильтону повредило и то, что многие конгрессмены и чиновники действительно владели ценными бумагами: в первую очередь это были Джеймс Дюэйн, Говернер Моррис, Уильям Дьюэр и Руфус Кинг. 8 февраля началось обсуждение отчётов в Палате представителей. Гамильтон очень рассчитывал на поддержку Джеймса Мэдисона, но 11 февраля тот выступил с резкой критикой проекта. Мэдисон настаивал на том, что деньги, обещанные ветеранам, должны получить именно ветераны. 22 февраля его возражение было отклонено. С этого момента начались политические расхождения между Гамильтоном и Мэдисоном, которые впоследствии привели к партийному расколу.
В марте Конгресс перешёл к обсуждению принятия долгов штатов, и на этот раз депутаты от Юга были менее сговорчивы. В это же время из Франции вернулся Томас Джефферсон и присоединился к оппозиции. В итоге, несмотря на все усилия Гамильтона, 12 апреля 1790 года предложение о принятии долга было отклонено Конгрессом. Гамильтону пришлось искать компромисса: в это время шли дебаты о том, где будет находиться столица страны, и Гамильтон надеялся, что столицей станет Нью-Йорк, но вопрос принятия долга был для него гораздо важнее, и он решил пожертвовать столичным статусом Нью-Йорка. Он обещал южанам согласиться на перенос столицы на Потомак, если они проголосуют за закон о принятии долга. Джефферсон потом утверждал, что это соглашение было достигнуто у него за обедом 20 июня 1790 года. Оно вошло в историю как Компромисс 1790 года. В итоге 10 июля Конгресс принял акт о переносе столицы на Потомак, а 26 июля проголосовал за Assumption bill.

### Введение налога на алкоголь
В то время казначейство получало доходы почти исключительно от таможенных сборов, и повысить тарифы было уже невозможно, тем более, что это угрожало интересам близких к Гамильтону нью-йоркских коммерсантов. Чтобы избавить государство от этой зависимости, Гамильтон решил ввести какой-нибудь внутренний налог. Однако подушный налог или налог на имущество вызвал бы слишком много протестов, а собрать налог на землю вообще не представлялось возможным. Тогда Гамильтон решил ввести налог на производство виски и иного домашнего алкоголя. Он понимал, что это вызовет протесты, но ожидал, что они будут меньше, чем вызвал бы налог на землю. Вашингтону он признался, что хочет ввести этот налог, пока до этого не додумались правительства штатов. Даже Мэдисон признался, что пошлины повышать уже некуда и в этой ситуации налог на алкоголь вызовет меньше возражений. Он даже предположил, что это снизит потребление и тем понизит смертность.
Доклад о налоге на алкоголь был предоставлен Конгрессу 13 декабря 1790 года, и 3 марта 1791 года закон, известный как Excise Whiskey Tax of 1791, прошёл через Конгресс и был подписан президентом. Налог вызвал протест у правительства Пенсильвании, а затем привёл и к беспорядкам в Западной Пенсильвании. Протестующие выступали против налога, а заодно и против всей экономической политики Гамильтона. Таким образом, чтобы усилить правительство, Гамильтон должен был повысить эффективность экономики, для этого нужны были налоги, а они, в свою очередь, создали проблемы правительству. Однако иные налоги вызвали бы ещё больше проблем.

### Отчёт о национальном банке
Предложение Гамильтона оплачивать государственные ценные бумаги по полной стоимости привели к резкому росту цен на них и общему подъёму экономики, но глава казначейства понимал, что это только психологический эффект и что экономика нуждается в реальных инструментах развития: монетном дворе, налогах и, самое главное, в национальном банке. Без этой структуры было сложно собирать налоги и обеспечивать выплату государственных долгов. 14 декабря (через день после предложения налога на алкоголь и через неделю после переезда Конгресса в Филадельфию) Гамильтон предоставил Конгрессу так называемый «Отчёт о национальном банке». Он основывался на своём теоретическом опыте изучения европейских банков и, в первую очередь, Банка Англии.
Гамильтон считал, что правительство не должно управлять экономикой, поэтому банк должен быть полностью акционерным, однако он хотел, чтобы правительство имело право голоса в управлении, и для этого оно должно было иметь 20 % акций банка. Государственный казначей получал право мониторинга. В распоряжении банка должно было быть 10 миллионов долларов, что на тот момент было больше, чем все запасы серебра и золота в стране. Управлять банком должен был совет директоров из 25 человек.

Джеймс Мэдисон. Портрет работы Чарльза Уилсона Пила, 1792 год

Следствием этого отчёта стало появление Банковского билля, который легко прошёл через Сенат 20 января 1790 года, но в Палате представителей столкнулся с сопротивлением. Многие политики южных штатов считали, что банк будет служить интересам северных коммерсантов и ущемлять интересы Юга. Их беспокоило предложение разместить банк в Филадельфии, поскольку это могло привести к тому, что столица так и не будет перенесена на Потомак. Джефферсон и Мэдисон не испытывали предубеждения к банкам, но вопрос с переносом столицы их беспокоил, поэтому Мэдисон сначала предложил сократить лицензию банку до 10 лет, а потом обвинил билль в неконституционности. Однако аргументы Мэдисона не убедили депутатов, и 8 февраля 1791 года законопроект был принят.
Позиция Мэдисона испортила его отношения с Гамильтоном, и на этот раз навсегда. Этот конфликт разрушил сложившийся в Конгрессе консенсус, и именно с этого момента сторонники Гамильтона и Мэдисона начали постепенно группироваться в две партии, что положило начало американской двухпартийной системе.
Сомнения в конституционности беспокоили и президента, который запросил мнения Джефферсона и Рэндольфа. Оба этих деятеля объявили закон неконституционным. Вашингтон запросил мнение самого Гамильтона, и тот составил для президента подробный юридический разбор закона. Этот документ потом называли самым ярким примером широкой трактовки американской Конституции. Гамильтон передал его президенту 23 февраля. Изучив его аргументы, Вашингтон подписал закон, и 25 февраля он вступил в силу.
Аргументы Гамильтона имели долговременные последствия: его трактовка Конституции много раз применялась американским правительством в сложных политических ситуациях. Дэниел Уэбстер ссылался на рассуждения Гамильтона, когда боролся за создание Второго банка США. Рон Черноу писал, что Гамильтон не был творцом Конституции, но он стал лучшим её интерпретатором, именно он сформировал то понимание Конституции, которое существует по настоящее время.

### Создание монетного двора США
28 января 1791 года, через неделю после принятия закона о банке, Гамильтон предоставил Конгрессу третий проект: «Отчёт о монетном дворе». Он писал, что стране надо унифицировать денежную единицу, чтобы сделать стабильными цены на собственность. Гамильтон предлагал ввести сразу много видов монет: золотые и серебряные доллары, серебряные даймы и медные монеты в 1 пенс и 0,5 пенса. Мелкие монеты позволяли малоимущим слоям населения покупать товары небольшими количествами. Гамильтон подчёркивал, что монеты должны быть хорошего качества, что защитит их от подделок. Так как в то время доллар имел разную стоимость в разных штатах, Гамильтон ввёл единый стандарт: 370.933 гран серебра.
В то время Гамильтон поддерживал хорошие отношения с Джефферсоном, который тоже был энтузиастом чеканки монет и за год до этого составил свой собственный проект, идеями которого Гамильтон отчасти воспользовался. Весной 1792 года Конгресс принял Монетный акт, учреждающий Монетный двор США, однако Вашингтон передал его в ведение госсекретаря, Джефферсона, который плохо им управлял.

### Создание береговой охраны

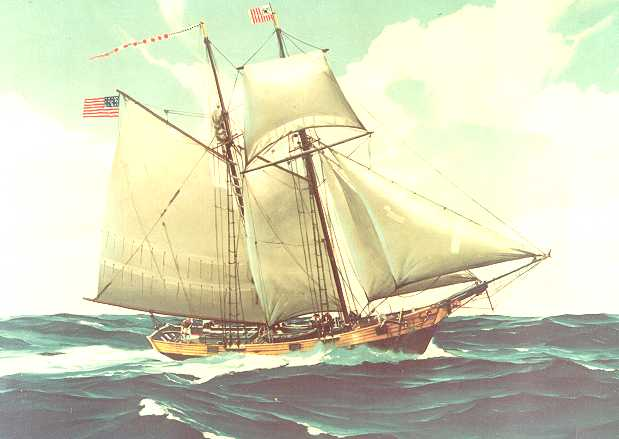
Рисунок патрульного куттера, предположительно USRC Massachusetts (1791)

Контрабандная торговля существовала в Америке ещё с колониальных времён, хотя тогда она считалась частью борьбы с налоговой политикой Великобритании. Теперь уже американское правительство столкнулось с проблемами регуляции морской торговли, контрабанды и пиратства. 22 апреля 1790 года Гамильтон предложил Конгрессу создать флот из десяти небольших одномачтовых кутеров для патрулирования побережья и перехвата контрабанды. Он предлагал вооружить каждый 10 мушкетами со штыками и 20 пистолетами, а также запасом продовольствия на случай, если корабль будет унесён ветром на Карибы. Гамильтон понимал, что патрульная служба может вызвать раздражение населения, поэтому в своих инструкциях напоминал капитанам, что их соотечественники свободные люди и к ним нельзя проявлять чувства превосходства, использовать грубость и оскорбления.
4 августа 1790 года Конгресс одобрил предложение Гамильтона и была создана служба Revenue Marine Service, которая в 1862 году была переименована в United States Revenue Cutter Service. Были построены первые 10 патрульных катеров: USRC Vigilant, USRC Active, USRC General Green, USRC Massachusetts, USRC Scammel, USRC Argus, USRC Virginia, USRC Diligence, USRC South Carolina и USRC Eagle.

### Отчёт о мануфактурах
5 декабря 1790 года Гамильтон предоставил Конгрессу «Отчёт о мануфактурах» — рекомендации по развитию индустрии, которые Конгресс запрашивал ещё два года назад. Гамильтон напомнил, как трудно было снабжать армию в годы войны, и предлагал избавить страну от зависимости от иностранных товаров. Он сразу пояснил, что мануфактуры не угрожают сельскому хозяйству, а наоборот, создают для сельхозпродукции дополнительный рынок сбыта. Кроме того, они будут способствовать притоку мигрантов, диверсификации экономики и в итоге сделают американские товары более дешёвыми и доступными. Он видел преимущество и в том, что мануфактуры могут использовать труд женщин и детей. Гамильтон был сторонником свободной торговли и «невидимой руки рынка», но полагал, что на первых порах американской экономике нужны некоторые протекционистские меры.
В те годы мир стремительно менялся; появилась паровая машина, воздушные шары и коттон-джин. Быстро развивалась английская текстильная промышленность: Ричард Аркрайт построил первую прядильную фабрику на энергии падающей воды. Британское правительство держало новые технологии в секрете и запрещало их распространять. Гамильтон внимательно следил за технологическими новшествами и мечтал бросить вызов текстильному могуществу Великобритании. Ещё в 1789 году он стал акционером небольшого мануфактурного общества, которое закрылось через два года, но смогло заинтересовать Гамильтона новыми идеями. В те годы один из инженеров Аркрайта сбежал в Америку и построил в Род-Айленде копию фабрики Аркрайта. В мае 1790 года вторым секретарём казначейства вместо Дьюэра стал Тенч Кокс, который тоже был энтузиастом мануфактур и мечтал выведать британские технологические секреты. Он предложил переманивать британских рабочих и инженеров даже вопреки британскому законодательству. При его содействии ещё один бывший сотрудник Аркрайта построил в Филадельфии фабрику по производству льняной ткани, на которую Конгресс выдал официальный патент.
В апреле 1791 года Гамильтон поддержал идею Кокса, который предложил создать частное мануфактурное общество под покровительством правительства. Предполагалось построить целый фабричный город, где производились бы бумага, хлопчатая ткань, лён, шляпы, ленты, одеяла и ковры. В июле 1791 года, как раз когда начались его отношения с Марией Рейнольдс, Гамильтон присутствовал на продаже первых акций общества. Именно он предложил кандидатуру Уильяма Дьюэра в совет директоров, он же выбрал место для нового города в Нью-Джерси на реке Пассейик. Город было решено назвать Патерсоном в честь губернатора Нью-Джерси Уильяма Патерсона. 22 ноября 1791 года губернатор выдал хартию на создание этого города. Общество должно было на практике продемонстрировать преимущества мануфактур и стать примером для подражания, и одновременно Гамильтон хотел разработать теорию развития мануфактур, что и привело к написанию «Отчёта о мануфактурах».
Отчёт Гамильтона не имел никаких практических последствий: в отличие от его прежних отчётов, он не решал никаких срочных проблем, а давал лишь рекомендации по экономической политике. Но отчёт вызвал тревогу у Мэдисона и Джефферсона; последний увидел в этой программе опасную концентрацию власти в руках правительства.

### Отношения с Марией Рейнольдс

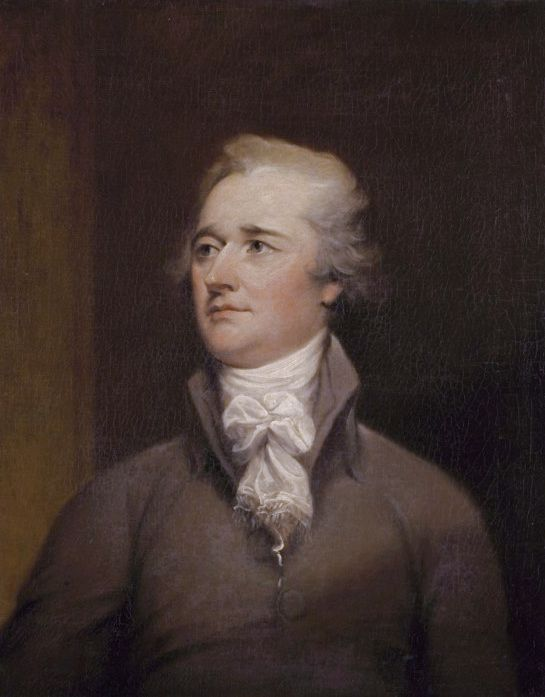
Александр Гамильтон. Портрет кисти Джона Трамбулла, 1792 год

К середине 1791 года Гамильтон был на вершине своего могущества и должен был бы внимательно следить за своей репутацией, но именно в этот момент он неожиданно вступил в отношения с замужней женщиной Марией Рейнольдс. Она явилась к нему в дом с просьбой о материальной помощи, после чего он сам навестил Марию в доме 134 на Южной 4-й улице и после этого регулярно посещал её, а когда его жена уехала в Олбани, Мария сама приходила в его дом. Всё происходило в разгар его работы над отчётом о мануфактурах. Вскоре Мария помирилась с мужем, Джеймсом Рейнольдсом, и познакомила его с Гамильтоном. Гамильтон решил прервать общение, но Мария настаивала на встречах, жаловалась на одиночество и плохое отношение мужа.
В декабре 1791 года Джеймс Рейнольдс заявил Гамильтону, что знает всё об их отношениях с его женой, и потребовал компенсацию в 1000 долларов. Гамильтон выплатил их в два этапа, в декабре и в январе 1792 года. Впоследствии Джеймс продолжал вымогать небольшие суммы денег, по 30-40 долларов, что заметил некий Джейкоб Клингман. В июне Гамильтон прервал отношения с Марией и её мужем, а в ноябре Рейнольдс и Клингман попали под суд за финансовые махинации. Клингман обратился за помощью к конгрессмену Фредерику Мюлленбергу, которому рассказал, в частности и историю отношений Гамильтона и Джеймса Рейнольдса.
Мюленберг привлёк к делу Джеймса Монро и члена палаты представителей от Вирджинии, Абрахама Венейбла; вместе они переговорили с Клингманом и самой Марией (12 декабря), после чего решили составить отчёт для президента, но сначала решили поговорить с самом Гамильтоном. Их разговор состоялся вечером 15 декабря. Гамильтон показал все письма от Марии и её мужа и во всех деталях рассказал историю их отношений. Убедившись, что в этой истории нет следов должностных злоупотреблений, Мюленберг, Монро и Венейбл поклялись не разглашать полученную информацию. Оригиналы писем остались у Джеймса Монро.

### Банковский кризис 1792 года
4 июля 1791 года акции Банка США поступили в продажу и на них сразу же возник ажиотажный спрос. К началу августа акции изначальной стоимостью 25 долларов стоили уже 300, а 11 августа случился первый в американской истории обвал рынка. Гамильтону удалось быстро стабилизировать рынок, организовав скупку акций. Одним из крупных спекулянтов на рынке акций тогда был Уильям Дьюэр, которому Гамильтон написал несколько предостерегающих писем, но которому продолжал доверять.
Цены стабилизировались в сентябре, но снова стали расти в конце года. Причиной роста снова стал Дьюэр, который стал скупать государственные ценные бумаги и акции банка США для земельных спекуляций. Цены достигли пика в январе 1792 года, а затем стали падать. 9 марта Дьюэр остановил выплаты кредиторам, что привело к массовым разорениям. Так как Дьюэр был должен большие суммы государству, 12 марта Гамильтон распорядился отправить его под арест. Одновременно казначейство снова начало скупать ценные бумаги, чтобы стабилизировать цены. И снова, как и летом 1791 года, Гамильтону удалось остановить падение цен, несмотря на то, что он не имел опыта подобных операций и опирался только на своё знание рыночных законов.
Банковские кризисы вынудили нью-йоркских брокеров собраться и договориться об общих правилах торговли акциями, известных как Соглашение под платаном; так возникла Нью-Йоркская фондовая биржа, а улица Уолл-Стрит, где они стали регулярно собираться, стала символом американской финансовой системы. С другой стороны, кризис 1792 года разорил Общество по установлению мануфактур (Дьюэр был его президентом), которое закрылось в 1796 году, и скомпрометировал саму идею, заложенную в «Отчёте о мануфактурах». Кризис выявил и серьёзный дефект в мировоззрении Гамильтона: он верил, что крупные собственники достаточно рациональны и ставят интересы общества выше собственных, но оказалось, что это не так.

### Формирование политических партий
К началу 1791 года успехи Гамильтона стали тревожить Джефферсона и Мэдисона, поэтому они решили создать оппозицию его влиянию. Сразу после того, как Банковский билль был принят вопреки их усилиям, они отправились в путешествие по Новой Англии для поиска сторонников. В Нью-Йорке они встречались с Ливингстоном и Бёрром, а также переговорили с Филипом Френо и предложили ему основать оппозиционную газету под названием National Gazette. Её первый номер вышел 31 октября 1791 года, а 8 декабря газета начала критиковать администрацию Вашингтона. Впоследствии она издавалась до октября 1793 года. Часть статей для газеты писал лично Мэдисон. Первое время главным объектом критики был Джон Адамс, но вскоре она коснулась и Гамильтона. Одновременно Джефферсон настраивал против него Конгресс и пытался склонить на свою сторону Вашингтона.
Уже 26 мая Гамильтон писал, что Мэдисон вместе с Джефферсоном возглавили враждебную ему фракцию, которая опасна для страны, мира и благополучая граждан. По словам Черноу, в то время не существовало понятия лояльной оппозиции, поэтому в действиях Джефферсона и его сторонников Гамильтон и Вашингтон видели интриги и даже заговор против правительства. Вашингтон старался быть вне конфликта и не комментировал его; он был так расстроен партийным расколом, что решил покинуть пост президента. Однако сторонники Джефферсона уговорили его пойти на второй срок: им важно было, чтобы Вашингтон остался президентом, но сместил Гамильтона с его поста. Они организовали атаку на Гамильтона со стороны Конгресса: по их совету в январе 1793 года с Гамильтона потребовали отчётность по всей деятельности его департамента. Гамильтон сразу же (3, 13 и 14 февраля) предоставил все документы, доказав беспочвенность всех подозрений, но обвинения со стороны оппозиции в Конгрессе продолжались.
Гамильтон, в свою очередь, ответил серией статей в газетах, критикуя политику Джефферсона и его личность. Он писал Вашингтону, что кабинету нужны некоторые перестановки, намекая на отставку Джефферсона. Увидев, что президент в этом вопросе стоит на стороне Гамильтона, Джефферсон решил покинуть кабинет министров. «Гамильтон победил», писал по этому поводу Черноу.
Гамильтон всегда считал политические партии злом, но именно его политика привела к формированию первых американских партий и появлению Первой партийной системы. Его сторонники со временем стали называть себя федералистами, а сторонники Джефферсона назвали себя республиканцами (позже Демократами-республиканцами). Первых поддерживала в основном Новая Англия, а вторых преимущественно южные штаты. По формулировке Джефферсона, федералисты полагали, что исполнительной власти нужна поддержка, а республиканцы были уверены, что эта власть и так уже чрезмерно сильна.

### Восстание из-за виски
Экономическая программа Гамильтона предполагала введение налога на производство алкоголя, так называемого «налога на виски» (wisky tax). Налог напомнил американцам налоговую политику Великобритании и вызвал много недовольства, но это была вторая по величине статья доходов федерального бюджета. Отказ от него вынудил бы правительство поднимать пошлины, что угрожало уроном торговле. Когда начались нападения на сборщиков налога, Гамильтон в мае 1792 года снизил налог, но это не решило проблему. Глава казначейства предложил Вашингтону призвать бунтовщиков к порядку, а в случае неповиновения ввести армию в Западную Пенсильванию, где протесты были особенно сильны. Протесты (известные как Восстание из-за виски) усилились летом 1794 года, как раз когда у Гамильтона заболели жена и один из детей. Протестующих насчитывалось примерно 7000 человек, но Гамильтон предложил Вашингтону собрать армию в 12 000 человек. В это время военный секретарь Генри Нокс уехал по личным делам в Мэн, и решать все военные вопросы пришлось лично Гамильтону.
Он начал решать вопросы снабжения армии, одновременно помогая жене лечить детей и публикуя статьи с разъяснениями политики правительства. 23 августа он опубликовал первую статью под псевдонимом «Tully», а затем ещё три. Ему казалось, что оппозиция готовится свергнуть правительство, действуя через восставших. Вашингтон думал так же, но колебался с применением силы и только 9 сентября приказал задействовать армию. Он сам возглавил поход, хотя и старался минимизировать своё участие, Гамильтон же полагал, что, как автор налога, обязан присутствовать при армии лично. Утром 30 сентября Вашингтон и Гамильтон отбыли к армии в Карлайл; как и в годы недавней войны, Гамильтон снова стал правой рукой Вашингтона. Пробыв в лагере некоторое время, Вашингтон покинул армию, оставив её под командование Гамильтона и Генри Ли.
В это время оппозиционная пресса писала, что Гамильтон явился в армию без приглашения и явно не для спасения правительства, а с какими-то своими личными интересами. Между тем армия двигалась, почти не встречая сопротивления, и общественное мнение в целом одобрило методы правительства. Почти все захваченные пленные, кроме 150 человек, были амнистированы. Два человека были обвинены в измене, но Вашингтон амнистировал и их. Тем не менее, Джефферсон видел в восстании интриги Гамильтона и свидетельство его манипулирования Вашингтоном и объяснял его присутствие в армии жаждой власти.

### Отставка

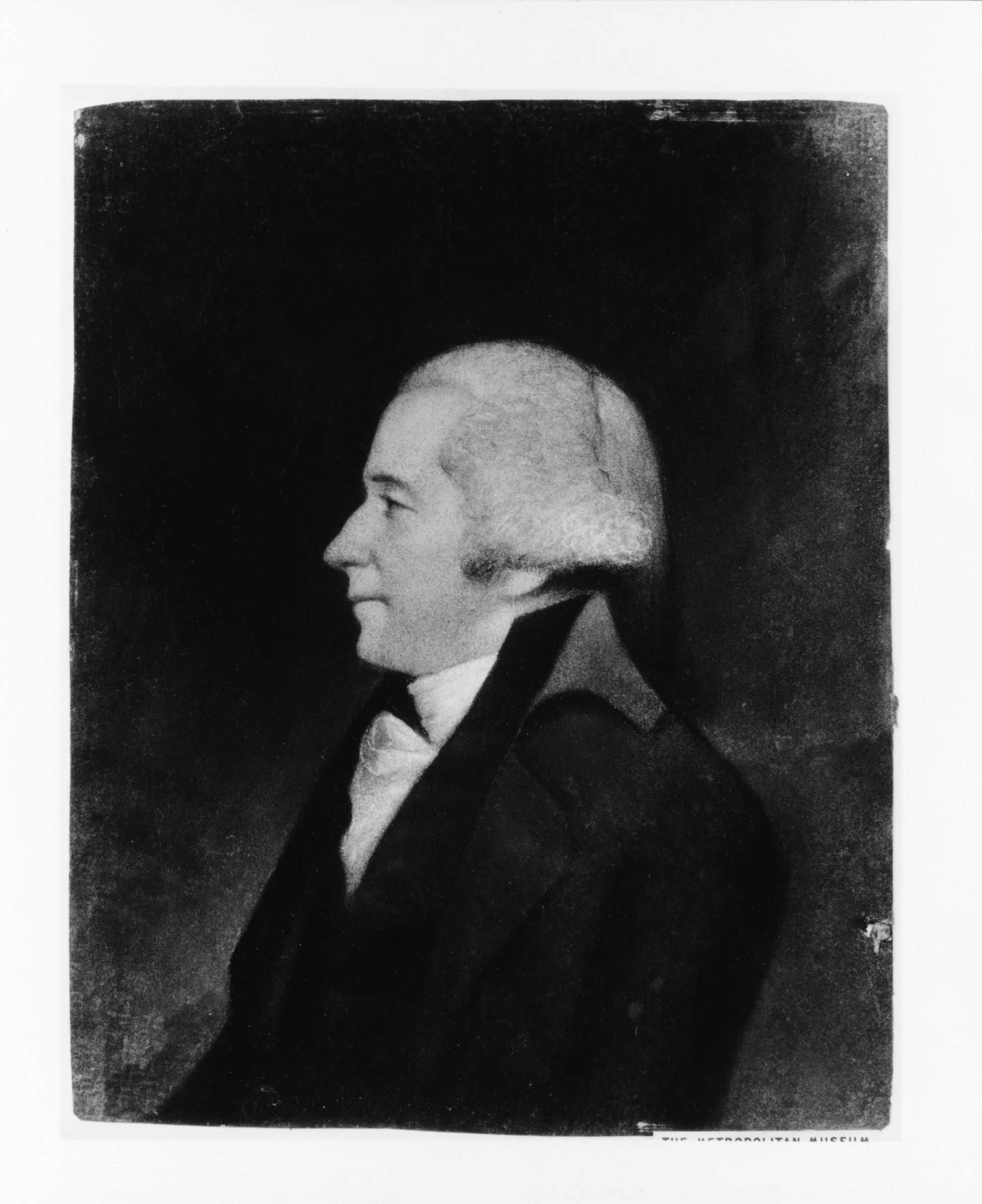
Джеймс Шарплз, портрет Гамильтона после отставки (1796)

В конце ноября 1794 года Гамильтон покинул Питтсбург и с эскортом из шести солдат вернулся в Филадельфию. Его беспокоило в основном положение жены, которая переживала сложную беременность и страдала от одиночества. 1 декабря он был в Филадельфии и сразу сообщил Вашингтону, что намерен покинуть пост государственного казначея. В ответном письме Вашингтон высказал ему свою признательность и пожелал счастья в частной жизни. Чтобы не пострадала его репутация, Гамильтон сообщил о скорой отставке спикеру Мюлленбергу и предложил собрать комиссию, которая задала бы ему любые вопросы относительно его пребывания в должности. Кроме этого, 12 января 1795 года он предоставил Палате представителей свой последний отчёт о состоянии финансов («Отчёт о плане по дальнейшему обслуживанию государственного долга»), где изложил программу погашения долга. Он предполагал полностью выплатить долг за 30 лет и для этого ввести ряд дополнительных налогов. Аарон Бёрр предложил несколько поправок к отчёту, но Конгресс в итоге их не принял.
Джордж Вашингтон Парк Кастис вспоминал, как Гамильтон, получив отставку, появился перед сотрудниками Белого Дома улыбающимся. «Поздравьте меня, мои добрые друзья, — объявил он, — я больше не публичный человек. Президент наконец-то согласился дать мне отставку, и я теперь снова частное лицо».
В середине февраля Гамильтон с семьёй покинул Филадельфию и переехал в Нью-Йорк, откуда отправился на отдых в дом Скайлеров в Олбани. Новости об отставке Гамильтона породили множество слухов относительно его будущего. Говорили, что он покинул пост, чтобы стать президентом после Вашингтона. Поклонники были уверены, что он останется в политике: когда губернатор Клинтон объявил в январе, что не пойдёт на новый срок, в прессе стали говорить, что губернатором должен стать Гамильтон, однако сам он попросил Филипа Скайлера пресекать подобные разговоры, чтобы не казаться человеком с неограниченными амбициями. Одной из причин отставки была острая потребность в деньгах: годы, проведённые на посту секретаря казначейства, принесли ему только убытки. Он предполагал, что ему потребуется работать 5—6 лет, чтобы расплатиться с долгами. Джефферсонианцы не верили в такое положение вещей. Мэдисон с иронией написал Джефферсону: «Тут громко объявили в газетах, что это бедность заставила его покинуть должность».
Тем временем в ноябре 1794 года в Англии был подписан англо-американский договор (Договор Джея), текст которого был доставлен в Америку 7 марта 1795 года. Он сразу вызвал бурю протестов: республиканцы сочли его чрезмерной уступкой Англии. В мае договор обсуждали в Сенате за закрытыми дверями. Активнее всех против договора выступал Аарон Бёрр. Несмотря на противодействие, 24 июня Сенат одобрил договор. Вашингтон не решался подписывать этот документ, поэтому 3 июля он попросил Гамильтона высказать своё мнение. В ответ 9, 10 и 11 июля Гамильтон предоставил президенту три письма с подробным анализом договора Джея. Он возражал против 12-й статьи, запрещавшей Америке торговать с Вест-Индией, но признал, что договор даёт стране долгожданный мир с Англией.
В середине июля по всей стране прошла волна протестов против договора. Гамильтон лично вёл дискуссии на улицах Нью-Йорка и один раз был забросан камнями возмущённой толпой. В пылу дискуссии он вызвал на дуэль двух человек за неуважительные высказывания в его адрес, но секундантам удалось уладить оба конфликта. Одновременно он защищал договор в печати: за 6 месяцев он написал 28 эссе под общим названием «The Defence», первое из которых было опубликовано 22 июля под псевдонимом «Camillus». Современники признавали, что аргументы Гамильтона были несравненно совершеннее риторики республиканцев, и даже Джефферсон признал, что его сторонникам трудно возражать Гамильтону. Он надеялся, что Мэдисон сможет возразить Гамильтону, но тот уклонился от этого.
Споры вокруг договора разрушили дружбу между Вашингтоном и Мэдисоном и сблизили президента с Гамильтоном. Когда договор был подписан и вступил в силу, Вашингтон лично и эмоционально поблагодарил Гамильтона за все усилия.

## Последние годы жизни

### Выборы 1796 года
Весной 1796 года Джордж Вашингтон решил не идти на третий президентский срок. У него имелся подготовленный Мэдисоном черновик прощального обращения, и он дал его Гамильтону на редактирование. Гамильтон переписал обращение, но написал и ещё одно, со своей точки зрения. Вашингтон одобрил второе, и они вместе доработали стилистику текста. Результат их совместной работы Рон Черноу назвал «буквально чудесным». В целом документ призывал к нейтральности, призывал забыть партийные интересы, но касался и международных отношений: обращение стало первым изложением принципов американской внешней политики. 19 сентября 1796 года оно было опубликовано в газетах под названием «The Address of Gen. Washington to the People of America on His Declining the Presidency of the United States». Об участии Гамильтона в составлении текста было известно только самым близким людям, и они хранили этот секрет несколько десятилетий.
В кабинете Вашингтона Гамильтон был вторым человеком после президента и считался одним из вождей партии федералистов, но в 1796 году он не предпринял никаких попыток стать президентом. Сам он полагал, что этот пост заслуживают занять Адамс, Джефферсон или Джей. Будучи талантливым администратором, Гамильтон никогда не обладал сдержанностью опытного политика; он не признавал компромиссов и консенсусов и мыслил абсолютными моральными понятиями. В то время как Вашингтон или Джефферсон умели завоёвывать симпатии простых людей, Гамильтон не интересовался мнением народа. Он умел управлять, но не испытывал симпатии к управляемым. По этой причине Мэдисон уверенно утверждал, что Гамильтон никогда не станет президентом.
Не планируя стать президентом, Гамильтон, однако, активно участвовал в президентских выборах 1796 года. Среди федералистов было решено, что Джон Адамс будет президентом, а Томас Пинкни вице-президентом. Опасаясь, что Джефферсон может случайно стать президентом (как на выборах 1789 года мог случайно стать Адамс), Гамильтон предлагал голосовать поровну за Адамса и Пинкни. Его тайная стратегия заключалась в том, что если Адамс и Пинкни получат поровну голосов в северных штатах, то южанин Пинкни может обойти Адамса за счёт голосов на Юге. Гамильтон не желал победы Адамса; его идеалом был Вашингтон, склонный тщательно всё обдумывать, Адамс же был эмоционален и импульсивен. Пинкни более подходил под представления Гамильтона о президенте. Адамс узнал о планах Гамильтона в конце декабря и был крайне раздражён этими «интригами». Он решил, что Гамильтон предпочитает Пинкни как более управляемого политика. Мэдисон тоже решил, что Гамильтон не хочет победы Адамса только потому, что Адамсом трудно манипулировать.
Между 14 октября и 24 ноября в газетах были опубликованы 25 политических эссе под псевдонимом «Phocion» (Фокион). Современники были уверены, что под псевдонимом скрывается Гамильтон, хотя традиционно эти статьи не относят к его работам. Рон Черноу писал, что авторство Гамильтона легко узнать по стилю и по отношению автора к личности Джефферсона. Автор подробно разбирал и высмеивал образ жизни и взгляды Джефферсона и в то же время восхвалял Джона Адамса. Это может показаться агитацией в пользу Адамса, писал Черноу, однако Гамильтон понимал, что если он сможет оттянуть часть голосов южан от Джефферсона, то достанутся они наверняка Пинкни.
Когда голоса были подсчитаны в феврале 1797 года, то оказалось, что Адамс победил, набрав 71 голос выборщиков, и стал президентом, Джефферсон получил 68 голосов и стал вице-президентом, а Пинкни получил всего 59 голосов. Адамс был недоволен, что победил с перевесом всего в несколько голосов, и считал, что виноват в этом именно Гамильтон. Многие республиканцы приветствовали победу Адамса, предпочитая его даже Вашингтону из-за его натянутых отношений с Гамильтоном. Они говорили, что Адамс человек независимый и Гамильтон не сможет им манипулировать. Джефферсон тоже полагал, что Адамс будет надёжным барьером от влияния Гамильтона. Адамс действительно решил исключить всякое влияние Гамильтона на политику, но при этом не сменил министров и оставил прежний кабинет Вашингтона, где было много друзей и поклонников Гамильтона.

### Памфлет Рейнольдса
С 1793 по 1797 год история отношений Гамильтона с Марией Рейнольдс оставалась тайной или же пищей для отдельных слухов, но в июне 1797 года она всплыла на поверхность: в печати появилось несколько памфлетов, пятый из которых излагал историю связи Гамильтона и Джеймса Рейнольдса. Автором был Джеймс Кэллендер, шотландский эмигрант, который увидел в этой истории в первую очередь свидетельство финансовых махинаций Гамильтона. Он не верил в романтическую привязанность Гамильтона, полагая, что тот выдумал её как прикрытие, а письма от Марии подделал. Он не верил, что Гамильтон мог так долго быть в зависимости от Марии и что её муж мог так долго шантажировать его.
Гамильтон оказался перед выбором: проигнорировать обвинение или возразить на него. Друзья Гамильтона предлагали молчать, но он предпочёл ответить. Он составил целую книгу в 95 страниц, из которых 37 были посвящены его истинным отношениям с Марией. Этот документ стал известен как «Памфлет Рейнольдса». Гамильтон признавался в романтической привязанности, но отрицал участие в коррупции. Он говорил, что если бы действительно решился на финансовые махинации, то не стал бы брать в партнёры такого неподходящего коммерсанта, как Рейнольдс, и оперировал бы не такими ничтожными суммами, как 30 или 50 долларов. Таким образом, Гамильтон решил принести в жертву свою личную репутацию, чтобы сохранить публичную. Американское общество было потрясено его признаниями; Генри Нокс считал их унизительными и называл необдуманными, а Ной Уэбстер удивлялся, зачем Гамильтон нанёс такой урон своей репутации, отвечая на обвинение, в которое всё равно никто не верил.
История с памфлетом повредила политической карьере Гамильтона, но не разрушила её окончательно; она дала республиканцам источник бесконечных сатирических публикаций, но не изменила его положения в партии федералистов. Для Гамильтона и его потомков главным виновником оказался Джеймс Монро. 10 июля Гамильтон написал ему письмо, которое по своей интонации вполне могло привести к дуэли. 11 июля они встретились в доме Монро. Гамильтон прямо спросил, причастен ли Монро к утечке информации, и тот всё отрицал, но разговор перешёл в перепалку, и Гамильтон вызвал Монро на дуэль. Последовал обмен письмами, который затянулся до конца года. Публикация памфлета обострила конфликт, но в итоге никто не стал доводить его до настоящей дуэли.

### Квази-война

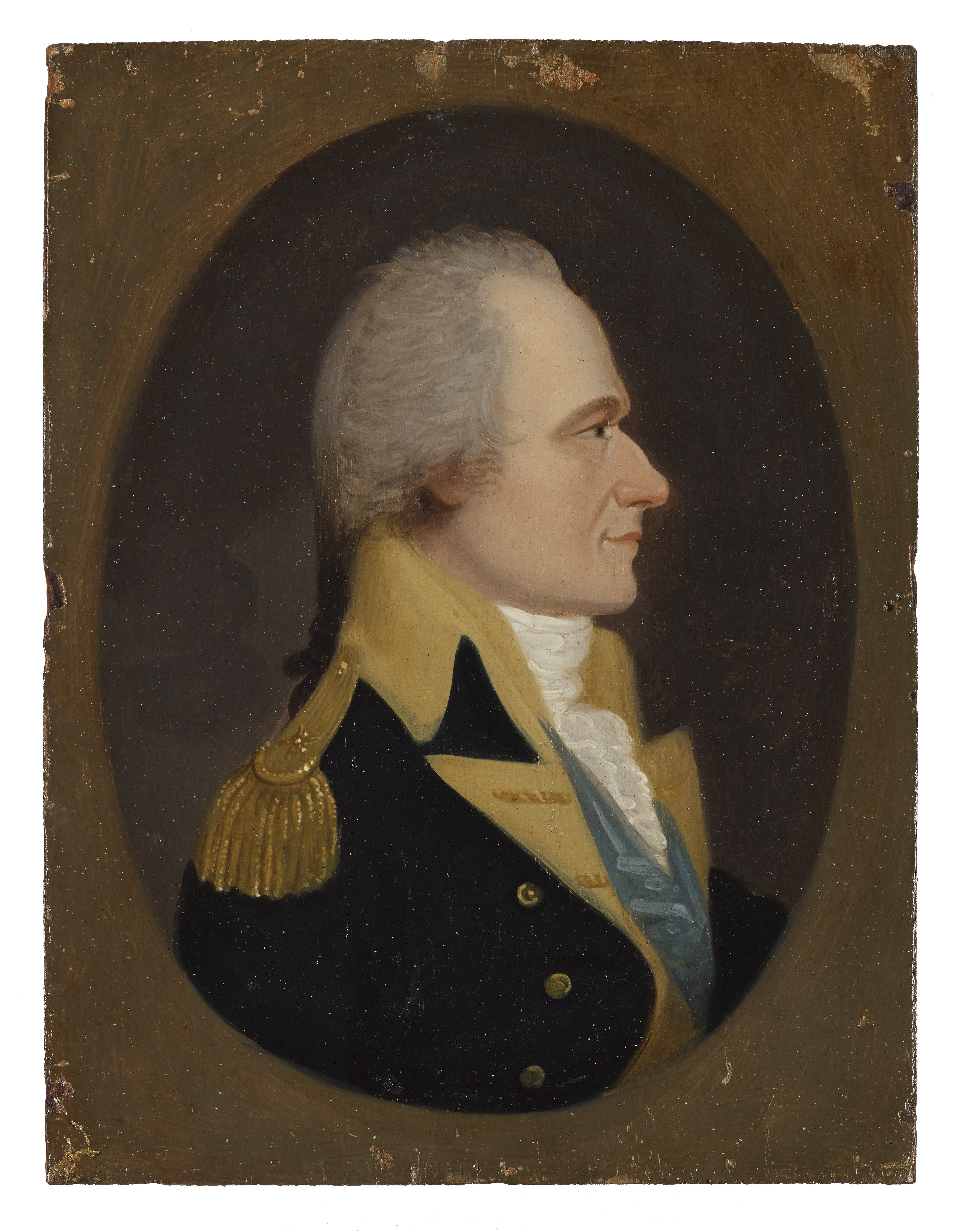
Уильям Вивер, портрет Гамильтона в генеральской форме (1798)

Гамильтона очень беспокоила история с Рейнольдсом, поскольку он чувствовал, что приближается война, надеялся получить в армии высокую должность и был обязан поддерживать хорошую репутацию. Отношения с Францией (раздражённой договором Джея) портились с самого начала президентства Адамса, поэтому тот намеревался поддерживать нейтралитет, но в то же время усиливать армию и флот. 4 марта 1798 года Адамс узнал о дипломатическом скандале, известном как Дело XYZ. Гамильтон сразу опубликовал серию статей, призывающих к расширению армии. Будучи неравнодушен к воинской славе, он чувствовал, что имеет шансы возглавить эту армию. Адамс уже тогда испытывал некоторую неприязнь к Гамильтону и хотел назначить командиром новой армии Линкольна или Гейтса. 22 июня он запросил совета у Вашингтона, а через несколько дней назначил его главнокомандующим. Вашингтон ответил, что примет командование, только если под его командованием будут Гамильтон, Пикеринг и Нокс. Джон Куинси Адамс потом писал, что с этого письма начался раскол в партии федералистов. Адамс был раздражён, оскорблён, но 18 июля всё же утвердил список. Ему казалось, что он опутан интригами Гамильтона и что его полностью лишили свободы действий.
Историк Форрест Макдональд писал, что, проиграв в споре о назначении Гамильтона, Адамс сразу утратил всякий интерес к войне с Францией и уже через 10 дней стал рассуждать о мирных переговорах.
15 октября Гамильтон стал генеральным инспектором армии. Он сразу же взялся за титаническую, невыполнимую (по словам Макдональда) работу по формированию армии численностью в 12 500 человек; разрабатывал её структуру, униформу, организовывал склады и арсеналы и создавал армейские правила. Гамильтон помнил, сколько пользы принесли в годы войны учебники барона Штойбена, и создавал свои собственные. Он задумывался даже над созданием национальной военной академии и для этой цели инспектировал форт в Вест-Пойнте (впоследствии Гамильтон подготовил билль о создании академии, который был принят только при Джефферсоне). Он занимал офис в доме 36 по Гринвич-Стрит в Нью-Йорке, зарплата его в те дни составляла всего 268,3 долларов в месяц — четверть от его обычных доходов.
Историк Джейкоб Кук писал, что эта армия была и личным разочарованием, и профессиональной неудачей Гамильтона; современники писали, что его таланты применяются к слишком ничтожному проекту. Армия фактически так и не была создана; набор рекрутов начался поздно и шёл медленно, снабжение было организовано плохо, не хватало специалистов, и Гамильтон сам осознавал бессмысленность всех своих усилий.
В те же годы он стал размышлять о возможности освобождения испанских колоний Южной Америки. Это произошло под влиянием авантюриста Франсиско де Миранды, с которым Гамильтон встречался в 1784 году. К началу 1799 года он уже говорил об этих планах почти открыто, предлагая завоевать Луизиану и Испанскую Флориду прежде, чем это сделают французы. Рон Черноу писал, что эти планы, как и памфлет Рейнольдса, говорят о том, что после отставки Вашингтона Гамильтон, предоставленный сам себе, стал менее рассудительным и потерял чувство меры.
Между тем в июне и июле 1798 года, пока Адамс боролся против назначения Гамильтона, Конгресс, контролируемый федералистами и раздражённый агрессивностью оппозиционной прессы, издал два закона, известных как «Законы об иностранцах и подстрекательстве к мятежу». Впоследствии Адамс делал вид, что изначально был против этого закона, а после смерти Гамильтона даже утверждал, что это было его предложение. Гамильтон действительно считал закон об иностранцах оправданным, но очень негативно воспринял Закон о подстрекательстве к мятежу. Законы сильно навредили администрации Адамса: они сплотили республиканскую партию в тот момент, когда конфликт Адамса с Гамильтоном начал разрушать партию федералистов. Легислатуры Вирджинии и Кентукки по подсказке Джефферсона высказались против принятых законов и заявили о праве штатов объявлять федеральные законы недействительными. Гамильтон считал такое отношение крайне опасным и предположил, что для подавления мятежа в Вирджинии может потребоваться регулярная армия. Однако беспорядки, известные как Восстание Фриза, случились в Пенсильвании. Весной 1799 года Гамильтон ввёл войска в Пенсильванию и арестовал 60 подозреваемых. Впоследствии Адамс амнистировал их.
Армия, организованная Гамильтоном, была нужна только на случай войны с Францией, но уже осенью 1798 года появились слухи о том, что Франция готова на мирные переговоры. Гамильтон не доверял этим слухам и полагал, что именно появление армии заставило Францию сменить тон. Адамс настаивал на дипломатических усилиях, которые казались Гамильтону бессмысленными. В июне 1799 года он посоветовал министрам игнорировать приказы президента, а тот в ответ игнорировал решения Конгресса по усилению армии. В октябре 1799 года, во время очередной эпидемии лихорадки, правительство перебралось из Филадельфии в Трентон и здесь Гамильтон лично посетил Адамса: их встреча длилась четыре часа. Гамильтон пытался отговорить Адамса от мирных переговоров. «Никогда в своей жизни я не слышал, чтобы человек говорил такие глупости», вспоминал потом Адамс. Эта встреча полностью расстроила их отношения. Вскоре, в декабре 1799 года, умер Вашингтон, что стало ещё одним тяжёлым ударом для Гамильтона. 26 декабря он присутствовал на похоронах Вашингтона. Весной 1800 года отношения с Францией начали налаживаться, поэтому Конгресс постановил распустить армию до 15 июня. 22 мая Гамильтон устроил своей армии прощальный смотр.
Впоследствии, когда пришли известия о заключении Морфонтонского договора с Францией, федералисты выступили против него, но Гамильтон понял, что страна устала от необьявленной войны, и высказался за ратификацию договора.

### Выборы в ассамблею Нью-Йорка

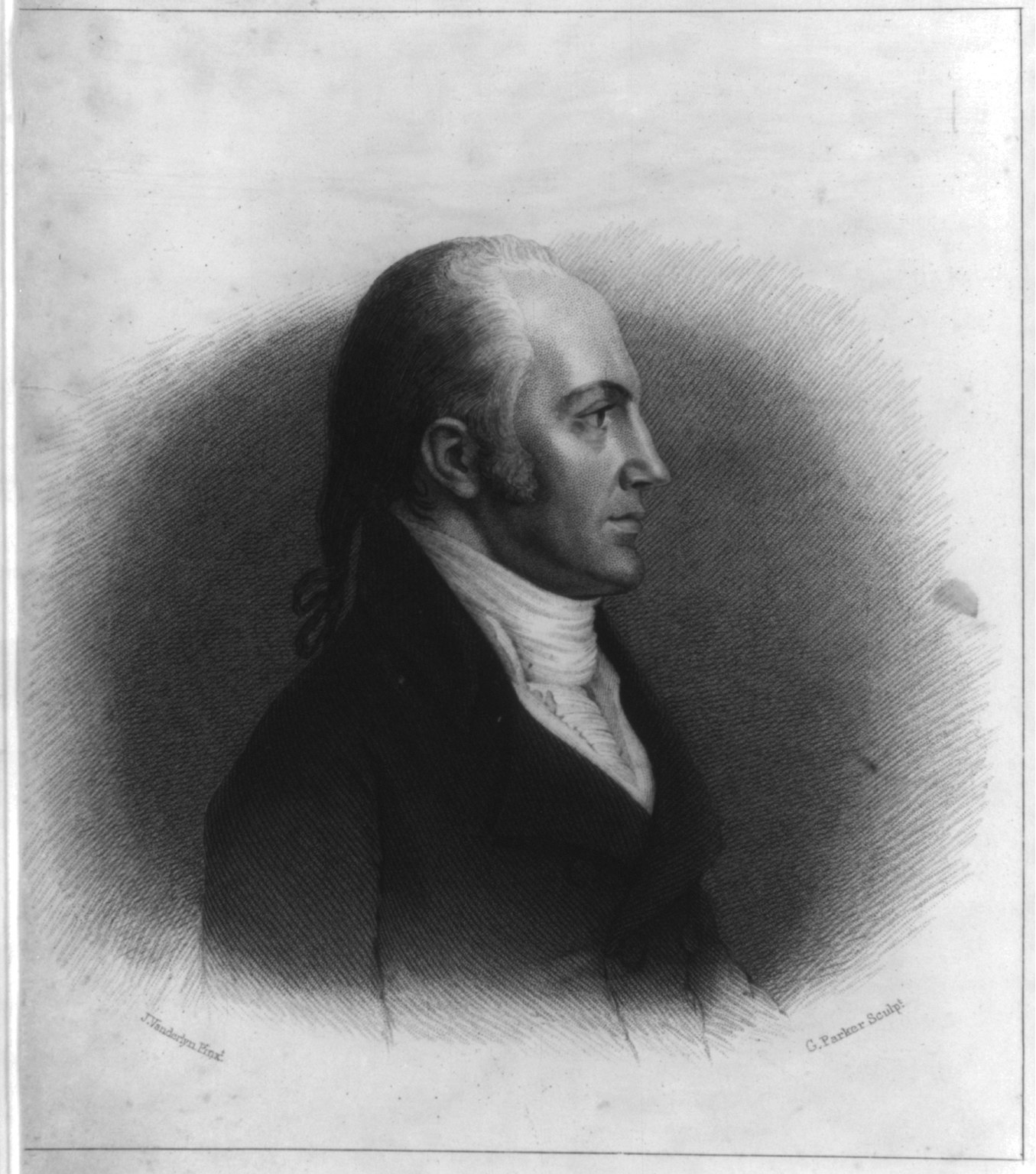
Аарон Бёрр, гравюра 1836 года

В конце апреля 1800 года начались выборы 24-й легислатуры Нью-Йорка, на которых фактически решалась судьба грядущих президентских выборов. Так как южные штаты голосовали за Джефферсона, а северные за Адамса, то исход выборов в итоге решала позиция Нью-Йорка. Гамильтон руководил партией федералистов в штате, а его оппонентом оказался Аарон Бёрр, который начал агрессивную предвыборную кампанию, применяя новые для того времени методы. Он лично агитировал людей на улицах города, пускал в свой дом всех желающих и угощал напитками за свой счёт. Его методы оказались гораздо эффективнее, чем методы Гамильтона. 1 мая 1800 года были оглашены результаты выборов: Бёрр и республиканцы победили. В отчаянии Гамильтон предложил Джону Джею добиться изменения правила о выборщиках. Он предложил выбирать выборщиков от штата не на сессии легислатуры, а на всеобщих выборах. Но Джей не поддержал его.
Потеря Нью-Йорка стала тяжёлым ударом для Адамса, поэтому 5 мая он начал чистку в своём кабинете: он уволил военного секретаря Джеймса Макгенри, а затем госсекретаря Тимоти Пикеринга, считая обоих марионетками Гамильтона. Этим он, однако, только рассердил Гамильтона, который заявил, что Адамс «даже более сумасшедший, чем он думал». Он твёрдо решил избавиться от Адамса и стал собирать компрометирующие президента материалы. 1 августа Гамильтон отправил Адамсу письмо, требуя объясниться за некоторые грубые высказывания (президент часто называл Гамильтона бастардом и британским лакеем), что по сути было почти вызовом на дуэль. Адамс проигнорировал это письмо. Тогда Гамильтон составил ещё одно, и его фрагменты попали в печать. Чтобы не допускать кривотолков, Гамильтон решил обнародовать весь текст и 24 октября опубликовал его в виде памфлета на 54 страницы. Этот памфлет стал известен как «Письмо Гамильтона о поведении и характере президента Адамса».
Многие современники признали, что Адамс описан в памфлете в целом правдиво, но саму публикацию считали безрассудством. Его осудили все федералисты, но приветствовали республиканцы. Джефферсон говорил, что памфлет похоронил шансы Адамса на переизбрание. Гамильтон был уверен в своей правоте и задумывал написать второй памфлет, но его удержал Оливер Уолкотт. Адамс ответил на памфлет только в 1809 году, назвав его «собранием слухов, лжи и фантазий Гамильтона».

### Президентские выборы 1800 года

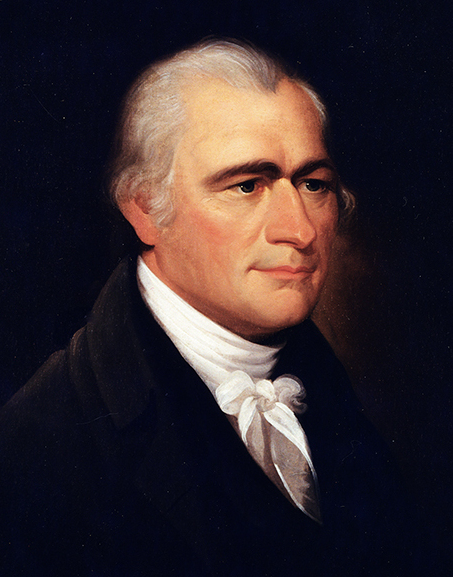
Гамильтон около 1800 года, работа Эзры Эймса

На президентских выборах 1800 года голоса от Нью-Йорка решили исход голосования: Джефферсон и Бёрр получили по 73 голоса, Адамс 65, а Пинкни 64 голоса. Сам Адамс был уверен, что виной всему памфлет Гамильтона, и писал, что Гамильтон и его сторонники «убили сами себя, а обвинили в убийстве меня». Поражение федералистов лишило Гамильтона шанса занять какой-нибудь пост в правительстве и тем более шанса стать президентом. Историки полагают, что избиратели в целом устали от политики федералистов и голосовали, в частности, против армии Гамильтона и налогов на её содержание.
Так как Джефферсон и Бёрр получили голосов поровну, то потребовалось новое голосование в Палате представителей. Многие федералисты предлагали Гамильтону подержать нью-йоркца Бёрра, с которым федералистам было проще договориться, но Гамильтон считал Бёрра бесчестным и беспринципным человеком и даже угрожал покинуть партию, если та поддержит Бёрра. Он не опасался радикальных взглядов Джефферсона, полагая, что тот станет более сдержанным на посту президента и не станет ограничивать полномочия исполнительной власти, когда сам станет этой властью.
Голосование в Палате представителей зашло в тупик, когда Джефферсон получил 8 голосов (при необходимых 9), а Бёрр 6, и это дало понять Гамильтону, что его влияние на партию федералистов слабеет. Но он всё равно был готов поддержать Джефферсона при условии, что тот не станет ломать систему: сохранит армию, нейтралитет и систему обслуживания государственного долга. Джефферсон отказался заключать такую сделку, но не возражал против условия в принципе. Два месяца Гамильтон уговаривал депутата от Делавэра Джеймса Байарда проголосовать за Джефферсона, и в итоге тот, отчасти под влиянием писем Гамильтона, дал согласие при условии, что Джефферсон не станет менять систему. Джефферсонианцы намекнули ему, что условие приемлемо, и в итоге на 36-м голосовании Джефферсон получил дополнительный голос от Делавэра и ещё два голоса от Мэриленда и Вермонта. Черноу писал, что победа Джефферсона во многом была достигнута усилиями Гамильтона: как его памфлетом, так и его нежеланием видеть Бёрра президентом.

### В годы Джефферсона
Сад, знаете ли, весьма обычное убежище для разочарованных политиков. Соответственно, я купил несколько акров земли милях в 9 от Города, построил дом и выращиваю сад.

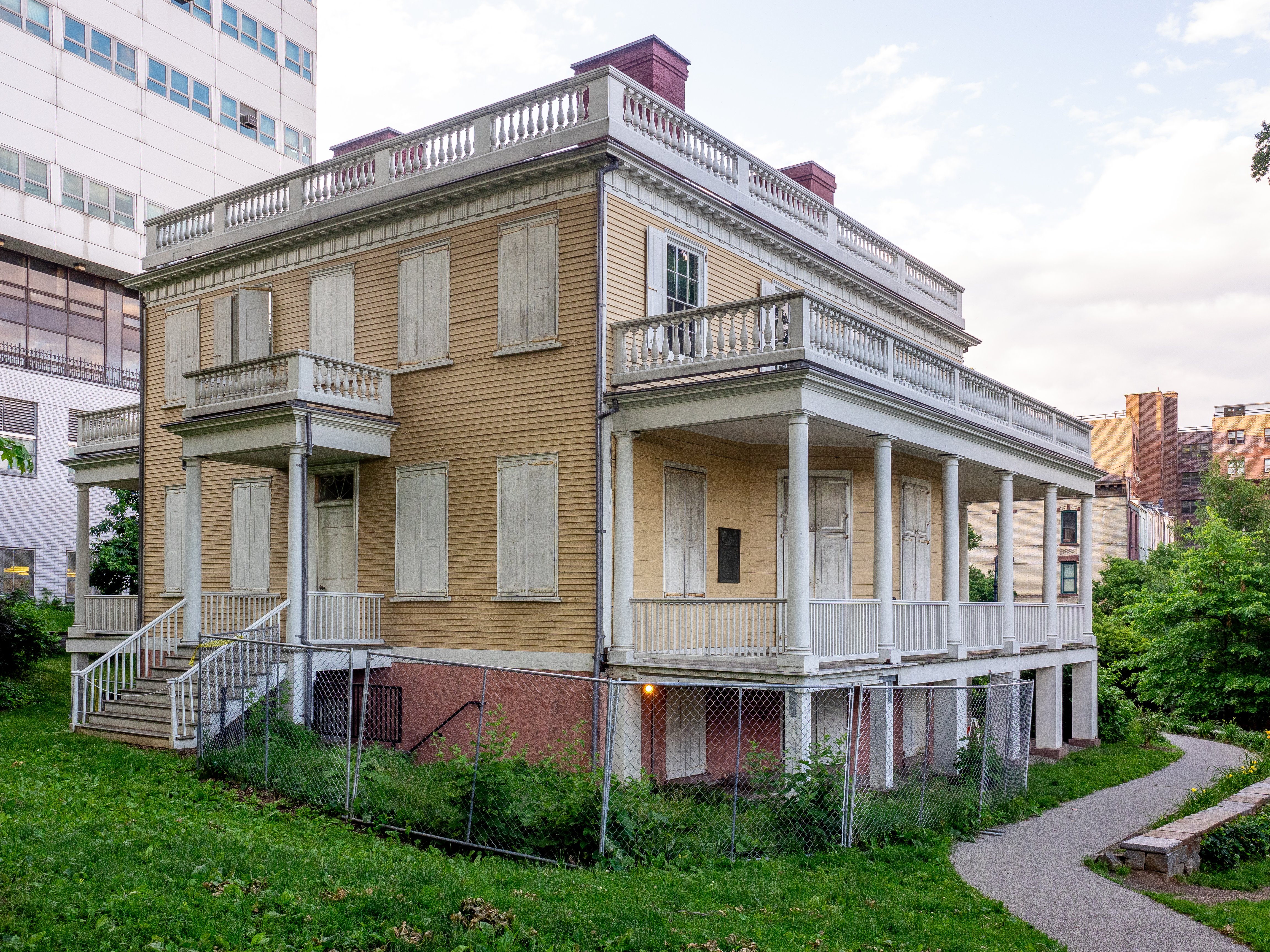
Грэндж, нью-йоркский дом Гамильтона

Когда Джефферсон стал президентом, Гамильтону было уже 46 лет, и он полностью ушёл из политической жизни, хотя и остался популярным юристом. Он всё больше посвящал себя семье: в августе 1800 года он купил участок земли возле Гарлемских высот около Блумингдейлской дороги (сейчас Гамильтон-плейс) и построил там имение Грэндж. Так назывался дом его предков в Шотландии и плантация его дяди в Сен-Круа. Архитектор Джон Макомб помог ему разработать проект нового здания, а Филип Скайлер поставлял ему брёвна и доски из Саратоги. Дом был достроен к лету 1802 года.
Между тем Джефферсон оказался гораздо более умеренным политиком, чем ожидал Гамильтон. Он хотел отменить таможенные пошлины, но новый государственный казначей, Альберт Галлатин, объяснил ему, что пошлины и национальный банк нужны, чтобы избавить страну от внешнего долга. Джефферсон с сожалением признал, что «мы, похоже, никогда не избавимся от гамильтонианской финансовой системы». Джефферсон поручил Галлатину изучить архивы казначейства и найти все следы махинаций и злоупотреблений Гамильтона. Галлатин, давний политический противник Гамильтона, взялся за дело с энтузиазмом, но не смог найти желаемого. Впоследствии он так описал свой разговор с Джефферсоном по этому поводу:
«Ну, Галлатин, что вы обнаружили?» [спросил Джефферсон]. Я ответил: «Я обнаружил самую совершенную систему из всех известных. Любые изменения только повредят ей. Гамильтон не совершал ошибок, не допускал злоупотреблений. Он всё делал правильно». Мне кажется, мистер Джефферсон был разочарован.
Галлатин сказал, что Гамильтон проделал в казначействе такую титаническую работу, что теперь его преемникам можно вообще ничего не делать. Он признал, что ненавидимый республиканцами Национальный банк «управлялся мудро и умело». Гамильтон опасался, что Джефферсон урежет полномочия президента, хотя и подозревал, что, заняв пост президента, тот не захочет себя ограничивать. Он также подозревал, что Джефферсон изменит юридическую систему, увольняя федералистов, назначенных на должности судей президентом Адамсом. Республиканцы действительно начали борьбу с этой системой, что заставило Гамильтона опубликовать серию политических эссе под заглавием «The Examination». Он писал, что Джефферсон может разрушить Конституцию, потому что без независимого суда Конституция остаётся бесполезной бумагой. Несмотря на его усилия, в марте 1802 года Юридический акт Адамса был отозван.
Эти события заставили Гамильтона и его сторонников создать новую федералистскую газету, New York Evening Post, которая в наше время остаётся старейшим действующим периодическим изданием в Америке. Вероятно, он внёс 1000 долларов в стартовый капитал издания. Главным редактором он назначил бостонца Уильяма Колмана. 16 ноября 1801 года вышел первый номер газеты. Она быстро завоевала популярность хорошим шрифтом, качественной бумагой и талантливыми публикациями.
Появление газеты совпало с личной трагедией Гамильтона. В том году на праздновании Дня независимости юрист-республиканец Джордж Икер выступил с речью против Гамильтона и его армии. 20 ноября Икера встретил в театре старший сын Гамильтона, Филип, и между ними произошла перепалка. В тот же день Филип вызвал Икера на дуэль. Гамильтон-старший знал об этом вызове. Он был противником дуэлей, но считал бесчестным уклонение от них, поэтому предложил сыну дать Икеру выстрелить первым, после чего самому выстрелить в воздух. Филип последовал его рекомендациям. На дуэли противники некоторое время не решались стрелять первыми, но в итоге Икер выстрелил и тяжело ранил Филипа. Его отвезли в дом Гамильтонов, где он умер через 14 часов.
Смерть Филипа стала тяжёлым ударом для его сестры, 17-летней Анжелики, которая лишилась рассудка. Она дожила до 73 лет, до самой смерти пребывая в уверенности, что её брат всё ещё жив. Гибель сына изменила и Гамильтона-старшего. Он изменился даже внешне, погрузился в депрессию, и только через четыре месяца нашёл силы ответить на все письма с соболезнованиями.
В апреле 1803 года президент Джефферсон достиг зенита своей популярности, купив у Франции Луизиану. Гамильтон был удивлён, что Джефферсон, сторонник ограничений полномочий исполнительной власти, пошёл на этот шаг, никак не предусмотренный Конституцией. Чтобы обосновать свои действия, Джефферсон прибёг к доктрине «подразумеваемых полномочий», некогда сформулированной Гамильтоном. Федералисты объявили сделку неконституционной, но Гамильтон стал одним из немногих, кто поддержал её. Покупка Луизианы была во многом заслугой Гамильтона: созданная им экономическая система позволила стране легко взять в долг 15 миллионов долларов, и эта сумма теперь воспринималась как незначительная.
Федералисты северных штатов опасались, что приобретение Луизианы увеличит количество рабовладельческих штатов, и стали говорить об отделении северных штатов от Юга. Эту идею поддержал Аарон Бёрр, который в 1804 году покинул пост вице-президента и решил стать губернатором Нью-Йорка. Гамильтон боялся, что победа Бёрра приведёт к распаду Союза, и решил помешать ему. Этот конфликт привёл в итоге к дуэли Гамильтона с Бёрром.

### Дуэль с Бёрром и смерть

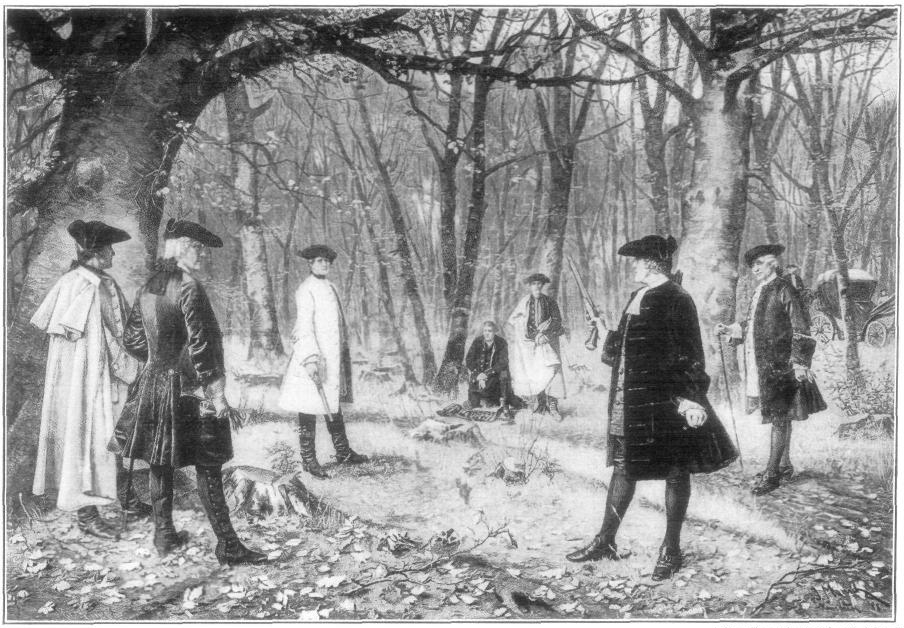
Изображение дуэли между Гамильтоном и Бёрром по картине Дж. Манда

Губернаторские выборы прошли в феврале-марте 1804 года с исключительным ожесточением. Бёрр проиграл выборы и был уверен, что за его поражением стоит лично Гамильтон. Это мнение разделяли все его сторонники и биографы. В реальности влияние Гамильтона в то время было слабым и едва ли как-то повлияло на ход выборов.
Летом 1804 года Бёрр узнал, что в марте Гамильтон обсуждал его за частным обедом и позволил себе непозволительные высказывания в его адрес. 18 июня Бёрр отправил Гамильтону письмо с требованием объяснений, но Гамильтон ответил, что это обвинение слишком расплывчатое, и он готов отвечать только за конкретные слова. Друзья пытались примирить конфликтующих, но оба проявили неуступчивость. Не добившись объяснений, Бёрр 27 июня вызвал Гамильтона на дуэль. Она была назначена на 11 июля. Гамильтон сразу сказал друзьям, что намерен пропустить свой выстрел (стрелять вторым), а потом стрелять мимо. Его пытались отговорить от этого решения, но он твёрдо стоял на своём. Утром 11 июля они с Бёрром встретились в местечке Уихокен на нью-джерсийской стороне Гудзона в присутствии секундантов и врача. Присутствующие стояли спиной к дуэлянтам (на случай если их привлекут к суду как свидетелей), поэтому никто не видел, кто стрелял первым. Выстрел Бёрра смертельно ранил Гамильтона в грудь, а выстрел Гамильтона ушёл далеко в сторону и пуля застряла в стволе кедра позади его противника. Раненого Гамильтона доставили в дом Баярда на Манхэттене. Он умер 12 июля 1804 года в 14:00 в возрасте 49-ти лет.

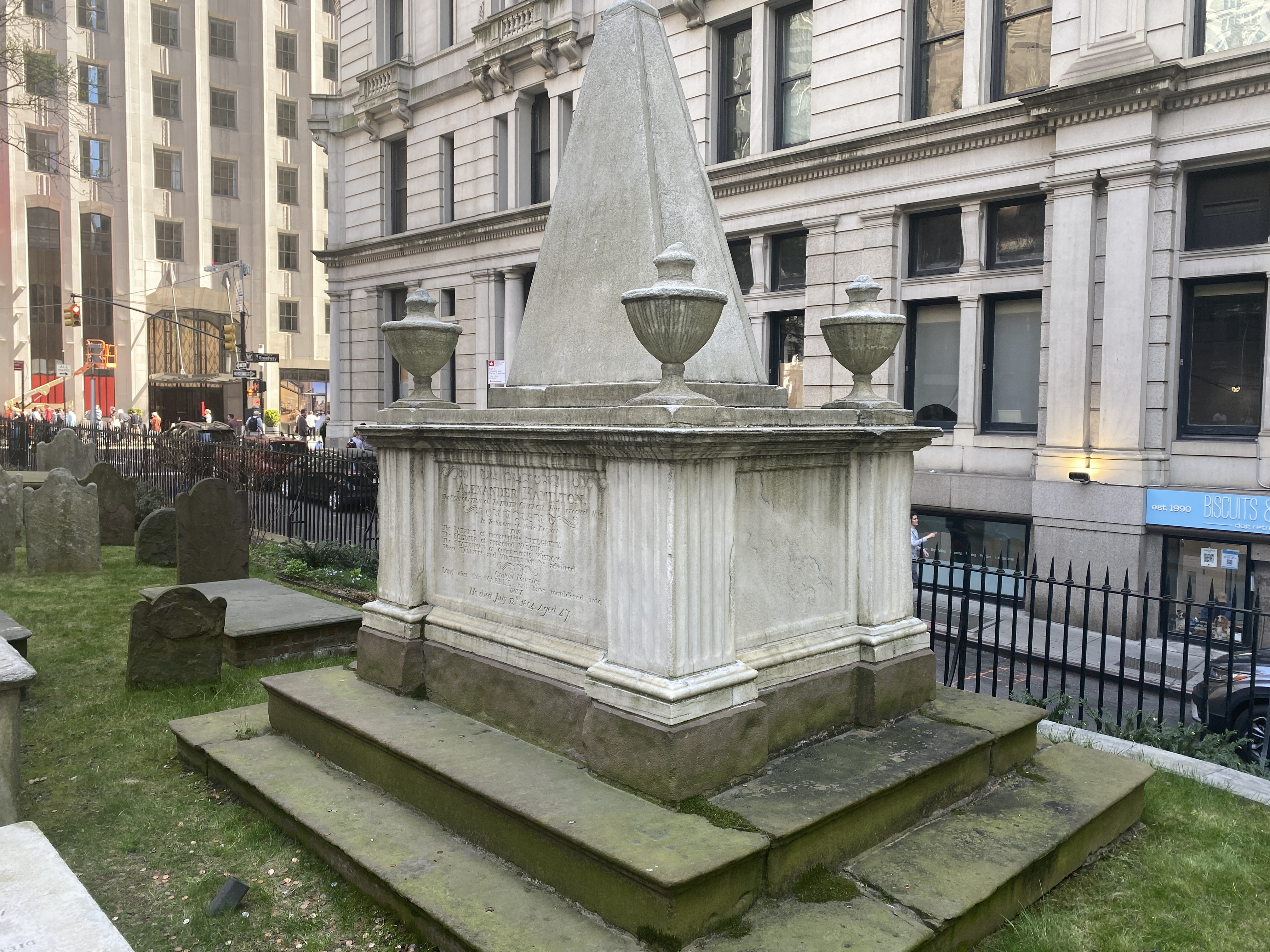
Надгробие Гамильтона в Нью-Йорке

Гамильтон умер относительно молодым, что произвело тяжёлое впечатление на общество: современники отмечали, что даже смерть Вашингтона не вызывала столько сожаления. Похороны прошли 14 июля; в этот день все магазины в городе прекратили работу в знак траура, корабли в гавани приспустили флаги. Некролог над могилой читал Говернер Моррис. Он не упомянул ни дуэль, ни Бёрра, чтобы не разжигать эмоций, умолчал о происхождении Гамильтона (незаконнорождённого иностранца) и обошёл стороной его личную жизнь, чтобы не напоминать об истории с Марией Рейнольдс. Речь была прочитана под портиком Тринити-Чёрч, после чего тело захоронили на кладбище при церкви.
Джон Адамс впоследствии говорил, что никто не ожидал, что от Гамильтона «избавятся таким образом», и жаловался Джефферсону, что Гамильтона оплакивал весь Нью-Йорк, а смерть Сэмюэла Адамса и Джона Хэнкока прошла незамеченной. Мэдисон отнёсся к событию с безразличием, а Джефферсон упомянул смерть лишь вскользь и при этом назвал Гамильтона полковником. И федералистская, и республиканская пресса в те дни оплакивала Гамильтона и проклинала Бёрра. Опасаясь преследований, тот 24 июля сбежал в Филадельфию, а оттуда в Джорджию.
Известия о смерти Гамильтона пошатнули здоровье Филипа Скайлера, который умер 18 ноября того же года в Олбани. Чтобы вытащить семью Гамильтона из долгов, друзья тайно собрали 80 000 долларов и вложили их в банк Нью-Йорка. Происхождение денег было раскрыто только в 1937 году.

## Личная жизнь
В начале 1780 года Гамильтон познакомился с Элизабет Скайлер, второй дочерью Филипа Скайлера и Кэтрин ван Ренсселер. 14 декабря 1780 года Александр Гамильтон и Элизабет Скайлер поженились в родовом имении Скайлеров.

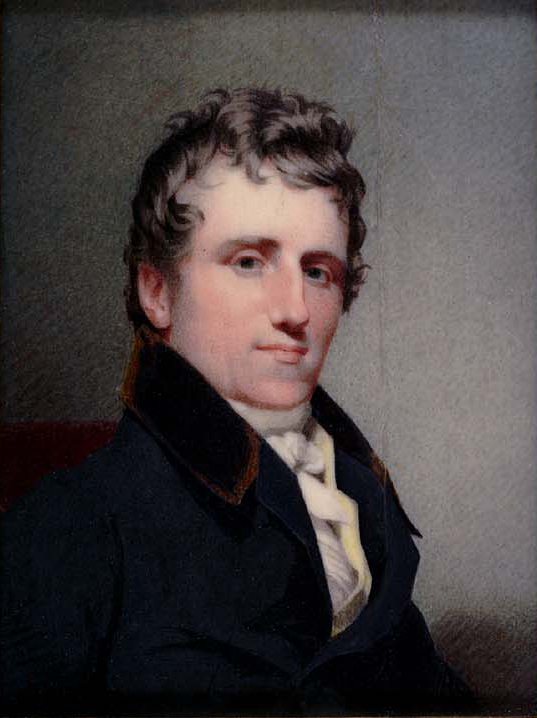
Джон Чёрч Гамильтон

В этом браке родилось восемь детей (шесть сыновей и две дочери):
- Филип[англ.] (1782—1801), названный в честь отца Элизабет.
- Анжелика (1784—1857), названная в честь старшей сестры Элизабет, Анжелики Скайлер-Чёрч. Имела проблемы с психическим здоровьем.
- Александр-младший[англ.] (1786—1875) — адвокат. В 1817 году женился на Элайзе П. Нокс (ум. 1871), дочери Уильяма Нокса.
- Джеймс-Александр[англ.] (1788—1878) — американский военный, исполнявший обязанности государственного секретаря. Он вошёл в политику как демократ и сторонник Эндрю Джексона.
- Джон-Чёрч (1792—1882) — историк, биограф и юрист. В 1814 году женился на Марии Элизе ван ден Хеувел (ум. 1873), дочери Яна Корнелиса ван ден Хеувела.
- Уильям[англ.] (1797—1850) — служил в различных политических учреждениях и был командиром в двух войнах с индейцами на Среднем Западе.
- Элайза[англ.] (1799—1859). В 1825 году вышла замуж за Сидни Августуса Холли (ум. 1842).
- Филип-младший[англ.] (1802—1884), названный в честь брата после смерти того на дуэли. Был адвокатом. В 1842 году женился на Ребекке Маклейн (ум. 1893).

В 1787 году, уже имея трёх детей, Элайза и Александр взяли к себе в дом Фрэнсис (Фэнни) Антилл, двухлетнюю младшую дочь друга Гамильтона полковника Эдварда Антилла, жена которого умерла в 1785 году. Два года спустя полковник Антилл умер в Канаде, а Фанни продолжала жить с Гамильтонами ещё восемь лет, пока её старшая сестра не вышла замуж и не смогла взять её в свой дом.

### Религиозные взгляды
Гамильтон был исключительно религиозен в юности, особенно когда учился в Кингс-Колледже. Студентам было положено молиться дважды в день, и Роберт Труп писал, что Гамильтон посещал все богослужения и часто молился сам утром и вечером. Труп был впечатлён его религиозностью. Гамильтон читал много книг по вопросам религии и верил во все базовые доктрины христианства.
12 октября 1788 года Гамильтон с женой крестили троих своих старших детей, Филлипа, Анжелику и Александра, в Троицкой церкви Нью-Йорка в присутствии семьи Скайлеров и барона Штойбена. В те годы он стал менее религиозен и, вероятно, склонялся к деизму, согласно которому Бог не участвует в людских делах.
Былая религиозность Гамильтона стала возвращаться после событий Французской революции и особенно после того, как ею начал восхищаться Джефферсон, которого он считал атеистом. «Для Гамильтона религия составляла основу закона и морали, — писал Рон Черноу, — и он думал, что мир станет адским местом без неё». Как и Вашингтон, он никогда не говорил о Христе, предпочитая слова «Провидение» и «Небеса», не посещал богослужений вместе с женой и не принадлежал ни к одной церкви (будучи формально членом епископальной). Он не интересовался литургией или совместными молитвами. С другой стороны, его жена была очень религиозна и не связала бы свою судьбу с человеком, мировоззрение которого сильно отличалось бы от её собственного. Джон Чёрч Гамильтон потом писал, что в поздние годы жизни к его отцу вернулась прежняя религиозность, он ежедневно молился и делал пометки на полях Библии. Как юрист, он хотел не просветления, а логических доказательств и внимательно изучал книги о христианстве.
После дуэли, перед смертью, Гамильтон вызвал епископа Бенжамина Мура, чтобы тот дал ему причастие, но тот отказал, поскольку был противником дуэлей. Тогда Гамильтон позвал пастора-пресвитерианина Джона Мейсона, но тот сказал, что в их церкви запрещено приватное причастие. Только когда Гамильтон снова вызвал Мура, тот уступил и согласился дать ему причастие.

## Наследие
Форрест Макдональд писал, что благодаря Гамильтону США избежали судьбы прочих республик на американском континенте и превратились в сильное и свободное государство. Джефферсонианцы около десятилетия старались разрушить всё, что он создал, пока не осознали необходимость вернуть всё в исходное состояние. Позже его наследие разрушали джексоновские демократы, и в результате северные штаты стали жить по принципам Гамильтона, а южные по принципам Джефферсона, что привело к Гражданской войне. Победа Севера в этой войне стала триумфом гамильтонианской философии. По словам Майкла Линда, идеям Гамильтона следовали Джон Куинси Адамс, а позже виги Дэниел Уэбстер и Генри Клей, после чего виги влились в Республиканскую партию и способствовали победе над Конфедерацией.

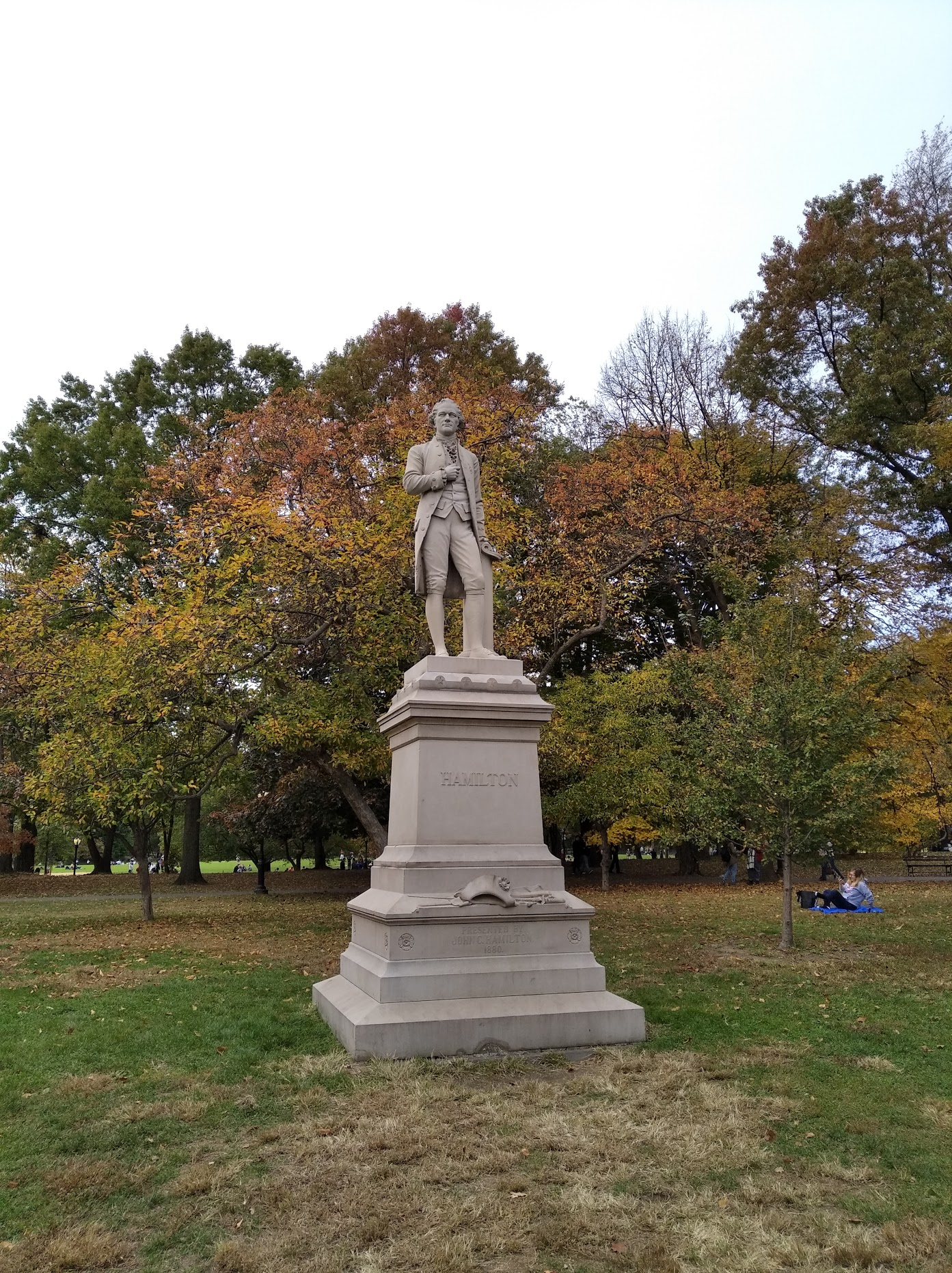
Памятник Александру Гамильтону 1880 года

После этого Гамильтона почитали целое столетие, отчасти благодаря усилиям его семьи. В 1880 году его сын Джон Чёрч Гамильтон установил в Центральном парке Нью-Йорка памятник отцу авторства Карла Конрадса. Его слава во многом объясняется тем, что историю США в то время писали северяне. Долгое время в пантеоне национальных героев он занимал место рядом с Джорджем Вашингтоном. Политолог Сэмуэль Хантингдон в книге The Soldier and the State описывал взлёт и падение гамильтонизма между 1890 и 1920 годами, причисляя к гамильтонианцам Теодора Рузвельта, о котором Герберт Кроли писал, что он освободил демократию от оков джефферсонизма. После I мировой войны репутация Гамильтона и гамильтонизма быстро ухудшилась, и политики эпохи «Нового курса» считали своим «святым» не Гамильтона, а Мэдисона. В 1928 году Франклин Рузвельт сожалел, что в стране слишком много гамильтонов и слишком мало джефферсонов. После войны историк Дуглас Эдейр называл Гамильтона апологетом безответственного и неограниченного правительства. В 1950-е и 1960-е Гамильтона осуждали Артур Шлейзенгер и Ричард Хофштадер, и только Самуэль Морисон считал такое отношение несправедливым.

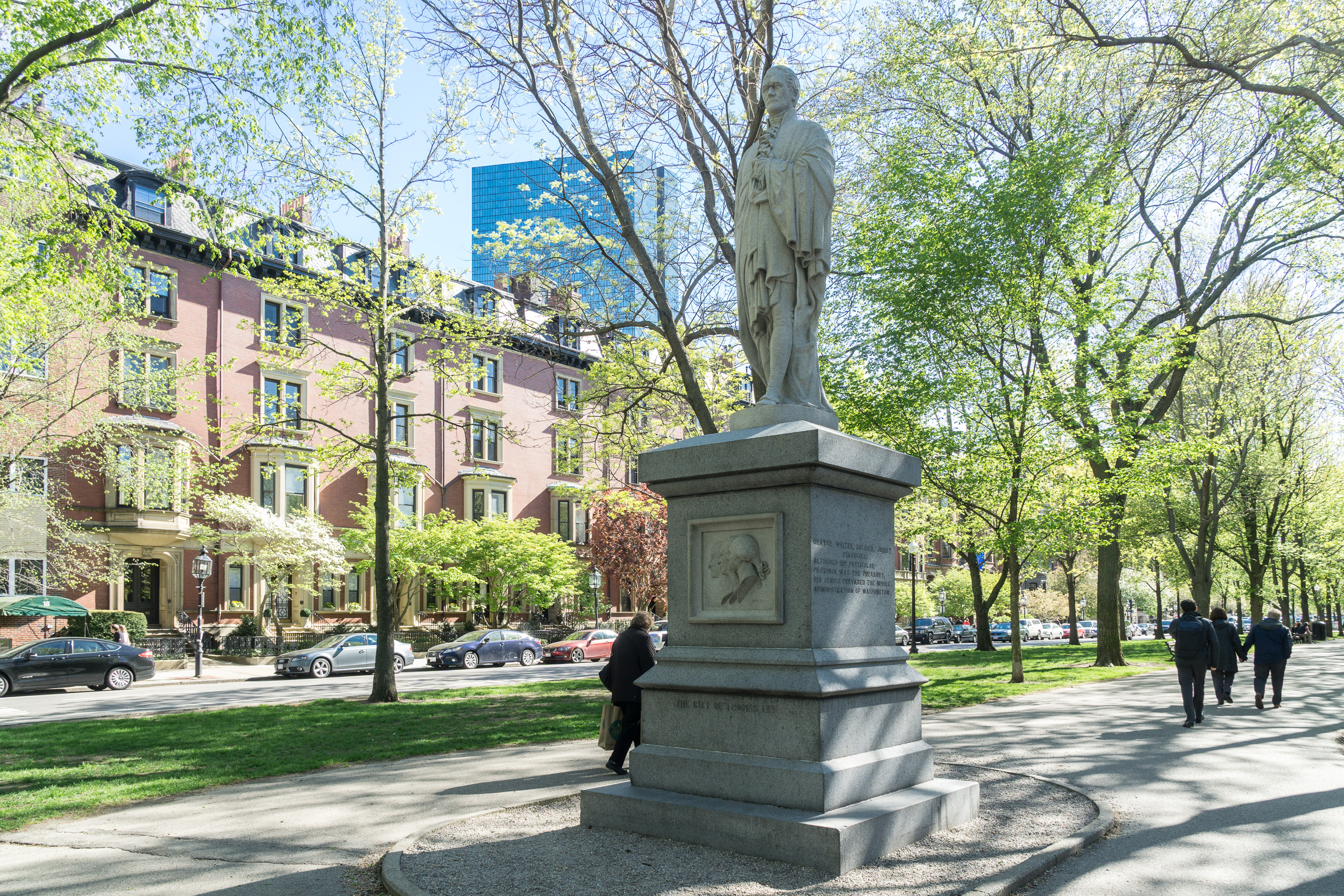
Памятник Гамильтону в Бостоне

Как основной противник рабства и расизма среди отцов-основателей Гамильтон мог бы стать «иконой» борьбы за гражданские права в 1960-х годах, но и этого не произошло. Позже и либералы, и консерваторы были джефферсонианцами, и никто не считал себя идеологическим наследником Гамильтона. В эпоху Рейгана идеалом оставался Джефферсон, и сам Рейган призывал «носить в душе цветы Джефферсона». Его политика действительно во многом противоречила принципам Гамильтона. Литература и поэзия также рисовали Гамильтона злодеем; среди произведений, культивировавших такой образ, были поэма «Патерсон» 1958 года или роман Гора Видала «Бёрр» 1986 года. Майкл Линд писал, что после окончания холодной войны никто не советовал постсоветским государствам изучать работы Гамильтона и предлагалась исключительно джефферсонианская философия, что и привело, по мнению Линда, к экономическим кризисам в этих странах. Линд писал, что Джефферсон хорош как апостол революции и проповедник свободы, но после революции стране нужны лидеры иного типа, подобные Гамильтону, способные строить, а не разрушать.
В 1864 году группа бостонцев заказала скульптору Уильяму Риммеру ростовую статую Гамильтона, которую потом передала в дар городу. Статуя выполнена из конкордского гранита и установлена на гранитном постаменте, на котором также изображены профили Гамильтона, Вашингтона и Джона Джея. Статуя была открыта 24 августа 1865 года.
В 1928 году филантроп Кейт Бэкингем выделила средства на установку памятника Гамильтону в Чикаго, но статуя не была завершена к моменту её смерти в 1937 году, затем установке помешала война, и в итоге только в 1950 году статуя была установлена в Линкольн-парке.
В Великобритании в 1906 году была выпущена биография Гамильтона авторства Фредерика Оливера, которая продвигала идеи необходимости тесной интеграции стран Британской империи. Эта работа повлияла на политиков, которые в те годы работали над формированием Южно-Африканского Союза и его Конституции.

### Труды
- Полное оправдание Конгресса
- The Farmer Refuted[англ.]
- Федералист
- Первый доклад об общественном кредите
- Отчёт о национальном банке
- Мнение о конституционности закона о банке
- Отчёт о мануфактурах[англ.]
- Доклад о плане по дальнейшему обслуживанию государственного долга[англ.]
- Памфлет Рейнольдса
- Письмо Александра Гамильтона о поведении и характере Джона Адамса

### Гамильтон на банкнотах США

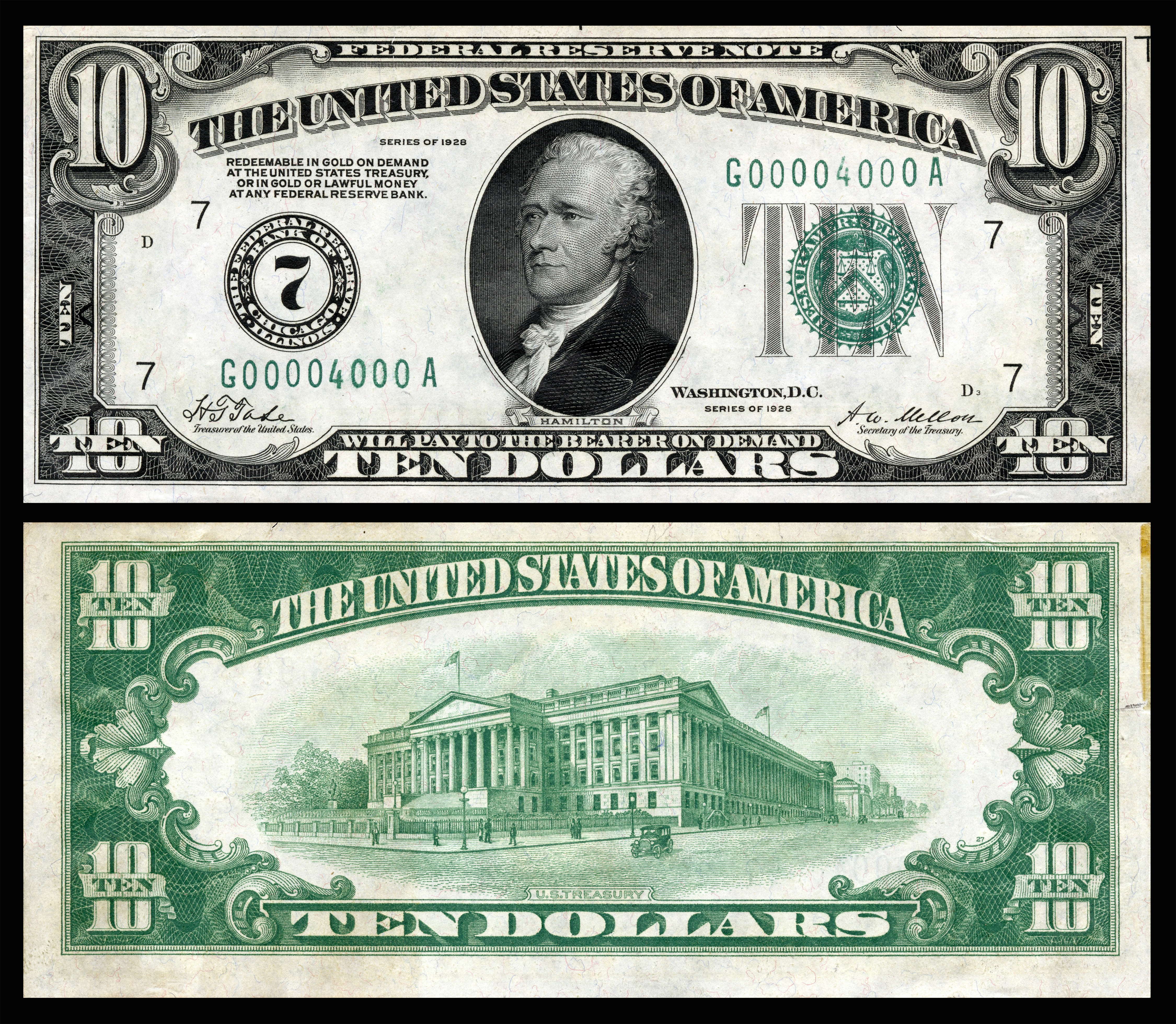
10 долларов 1928 года

Портрет Гамильтона впервые появился на банкноте в 1000 долларов серии 1918 года. Эти банкноты использовались только для крупных транзакций между федеральными банками. В 1928 году его портрет появился на купюрах номиналом 10 долларов. Портрет был создан на основе портрета Джона Трамбулла 1806 года, который в свою очередь был сделан по мраморному бюсту 1791 года.

### Образ в культуре
- В 1860 году был издан роман Джеремаи Клеменса[англ.] (политика, писателя и родственника Марка Твена) «Соперники: повесть о временах Аарона Бёрра и Александра Гамильтона» (англ. The Rivals: A Tale of the Times of Aaron Burr and Alexander Hamilton). Автор, в конфликте Гамильтона и Бёрра открыто принявший сторону последнего, изображает убитого политика талантливым, но беспринципным и лицемерным клеветником[205].
- В 1902 году увидела свет написанная Гертрудой Атертон беллетризированная биография «Завоеватель, или Подлинная и романтическая история Александра Гамильтона» (англ. The Conqueror: Being the True and Romantic Story of Alexander Hamilton)[206].
- В 1917 году в бродвейском театре «Никербокер» была поставлена пьеса «Гамильтон[англ.]», написанная Мэри Памелой Хэмлин в соавторстве с исполнителем заглавной роли Джорджем Арлиссом. Пьеса продержалась на сцене два месяца, но в 1931 году по ней был снят художественный фильм «Александр Гамильтон[англ.]», где Арлисс снова исполнил заглавную роль[207].
- Гамильтон является одним из основных персонажей в получившем признание читателей и критиков романе 1973 года «Бёрр» авторства Гора Видала[208].
- В телефильме «Джордж Вашингтон 2: становление нации» (1986) в роли Гамильтона снялся Ричард Бекинс[209].
- В историческом мини-сериала PBS «Свобода! Американская революция» (1997) Гамильтон появляется в исполнении Колма Фиори[209].
- Гамильтону посвящена вышедшая в 2007 году серия документального сериала «Американское приключение». В её игровых сценах роль заглавного героя исполняет Брайан Ф. О’Бирн[209].
- В разных эпизодах комедийного исторического телесериала «Пьяная история» роль Гамильтона исполняли Майкл Сера (2007, пилотный эпизод в формате веб-сериала) и Алия Шокат (2016)[209].
- Руфус Сьюэлл исполнил роль Гамильтона в мини-сериале 2008 года «Джон Адамс»[209].
- В телесериале «Поворот: Шпионы Вашингтона» (2014) роль Александра Гамильтона исполняет Шон Хаггерти[210].
- В 2015 году на Бродвее был поставлен мюзикл «Гамильтон» о жизни Александра Гамильтона, где его роль исполнил Лин-Мануэль Миранда. Постановка стала обладателем Пулитцеровской премии в категории «Драма»[211] и одиннадцати театральных наград «Тони». Сам Миранда был кандидатом в категории «Лучший актёр в мюзикле», однако победу в этой номинации одержал Лесли Одом младший за исполнение роли Аарона Бёрра[212]. По мюзиклу в 2020 году был снят одноимённый художественный фильм, в разгар пандемии COVID-19 вышедший на стриминговом сервисе Disney+[213].
- В 2017 году, вскоре после успеха мюзикла Миранды, беллетристка Мелисса де ла Крус выпустила любовный роман «Алекс и Элиза», в центре которого отношения молодого Гамильтона и Элизабет Скайлер, будущей Гамильтон. Произведение опирается в свободной форме на сохранившиеся фрагменты переписки Скайлер, но представляет сильно идеализированный образ Гамильтона, обходя молчанием его роман с сестрой Элизабет Анжеликой и позволяя ему спасти Элизабет от изнасилования собственным женихом, Генри Ливингстоном[англ.], в ночь перед свадьбой (в действительности ни этого эпизода, ни вообще помолвки Генри и Элизабет не было)[214].

### Биографии
- Brookhiser, Richard. Alexander Hamilton, American. — Simon and Schuster, 2000. — 240 p. — ISBN 978-1-43913-545-7.
- Chernow, Ron. Alexander Hamilton. — Penguin Books, 2005. — 818 с. — ISBN 978-0143034759.
- Cooke, Jacob Ernest. Alexander Hamilton. — New York: Charles Scribner's Sons, 1982. — 304 с. — ISBN 978-0-684-17344-3.
- Emery, Noemie. Alexander Hamilton: An intimate portrait. — New York: Putnam, 1982. — 296 с. — ISBN 978-0-399-12681-9.
- Flexner, James Thomas. The Young Hamilton: A Biography. — Fordham University Press, 1997. — 497 с. — ISBN 978-0823217908.
- Ford, Henry Jones[англ.]. Alexander Hamilton. — New York: Charles Scribner's Sons, 1920. — 390 с.
- Hamilton, Allan McLane[англ.]. The intimate life of Alexander Hamilton. — New York: Simon and Schuster, 1910. — 559 p.
- McDonald, Forrest[англ.]. Alexander Hamilton: A Biography. — W. W. Norton Company, 1982. — 464 p. — ISBN 978-0-393-30048-2.
- Miller, John Chester. Alexander Hamilton: portrait in paradox. — New York: Harper & Row, 1959. — 682 с. — ISBN 9780760755068.
- Mitchell, Broadus. Alexander Hamilton: Youth to Maturity (1755–1788), Volume 1. — New York: Macmillan, 1957. — 706 с.
- Mitchell, Broadus. Alexander Hamilton: the revolutionary years. — New York: Thomas Crowell, 1970. — 408 с.
- Murray, Josephn A. Alexander Hamilton: America's forgotten founder. — New York: Algora Publishing, 2007. — 264 с. — ISBN 978-0-87586-500-3.
- Oliver, Frederick Scott[англ.]. Alexander Hamilton. — London: Archibald Constable And Co., 1906. — 538 с.
- Randall, William Sterne. Alexander Hamilton: A Life.. — HarperCollins, 2015. — 512 с. — ISBN 978-0-0620-1532-7.
- Schachner, Nathan. Alexander Hamilton. — New York City: D. Appleton Century Co., 1946. — 488 с.

### Исследования
- Печатнов В. О. Гамильтон и Джефферсон / Ред. М. Ю. Ситнина; Оформление художников: Е. П. Суматохина и В. В. Суркова. — М.: Международные отношения, 1984. — 336 с. — 40 000 экз.
- Bassett, John Spencer. The federalist system, 1789-1801. — New York and London: Harper & Brothers, 1906. — 327 p.
- Elkins, Stanley M. The age of federalism. — Oxford University Press, 1993. — 950 p. — ISBN 0195068904.
- Wright, Robert Eric. One nation under debt: Hamilton, Jefferson, and the history of what we owe. — New York: McGraw-Hill, 2008. — 440 p. — ISBN 9780071543934.

### Статьи
- Chan, M. Alexander Hamilton on Slavery (англ.) // The Review of Politics. — Fenimore Art Museum, 2004. — Vol. 66, iss. 2. — P. 207—231. — doi:10.1017/S003467050003727X.
- Cynthia L. Krom and Stephanie Krom. THE WHISKEY TAX OF 1791 AND THE CONSEQUENT INSURRECTION: "A WICKED AND HAPPY TUMULT" (англ.) // The Accounting Historians Journal. — The Academy of Accounting Historians, 2004. — Vol. 40, iss. 2. — P. 91—113.
- Lind, Michael. Hamilton's Legacy (англ.) // The Wilson Quarterly. — 1994. — Vol. 18, iss. 3. — P. 40–52.
- Mitchell, Broadus. Alexander Hamilton as Finance Minister (англ.) // Proceedings of the American Philosophical Society. — American Philosophical Society, 1958. — Vol. 102, iss. 2. — P. 117—123.